# 2006-os IIHF jégkorong-világbajnokság
A 2006-os IIHF jégkorong-világbajnokságot Lettországban, Rigában rendezték május 5. és 21. között. A mérkőzéseknek két jégcsarnok adott otthont. A címvédő a cseh válogatott volt. A tornát a svéd csapat nyerte, története során 8. alkalommal.

## Helyszínek
| Riga                        |                             |
| Arena Riga Férőhely: 10 300 | Skonto Arena Férőhely: 6500 |
|                             |                             |

## Résztvevők
A világbajnokságon az alábbi 16 válogatott vett részt. 13 európai, 1 ázsiai és 2 észak-amerikai csapat.
| Ázsia - Kazahsztán* Európa - Csehország* - Dánia* - Fehéroroszország* - Finnország* - Lettország† - Olaszország^ - Norvégia^ | - Oroszország* - Szlovénia* - Szlovákia* - Svédország* - Svájc* - Ukrajna* Észak-Amerika - Kanada* - Egyesült Államok* |  |

* = A 2005-ös IIHF jégkorong-világbajnokság első 14 helyének valamelyikén végzett.
^ = A 2005-ös IIHF divízió I-es jégkorong-világbajnokság feljutói
† = Rendező

## Csoportkör
A 16 csapatot négy darab, egyenként négy csapatból álló csoportba osztották. A csoportokból az első három helyezett jutott tovább a középdöntőbe.
| Jelmagyarázat                 |
| ----------------------------- |
| Bejutott a középdöntőbe.      |
| A 13–16. helyért játszhatott. |

### A csoport
| Csapat     | M | Gy | D | V | G+ | G- | Gk | P |
| ---------- | - | -- | - | - | -- | -- | -- | - |
| Finnország | 3 | 2  | 1 | 0 | 13 | 6  | +7 | 5 |
| Csehország | 3 | 1  | 2 | 0 | 9  | 8  | +1 | 4 |
| Lettország | 3 | 1  | 1 | 1 | 6  | 7  | –1 | 3 |
| Szlovénia  | 3 | 0  | 0 | 3 | 8  | 15 | –7 | 0 |

| 2006. május 5. 17:15 | Finnország | 5–3 (1–2, 2–1, 2–0) | Szlovénia | Arena Riga, Riga Nézőszám: 5386 |

| Jegyzőkönyv | Jegyzőkönyv     | Jegyzőkönyv                             | Jegyzőkönyv    | Jegyzőkönyv                     |
| --- | --------------- | --------------------------------------- | -------------- | ------------------------------- |
| | Fredrik Norrena | Kapusok                                 | Robert Kristan | Játékvezető: Alexander Poliakov |
| \| \| 0–1 \| 7:10 – Kranjc (Kopitar) (PP) \| \| \| 0–2 \| 14:41 – Kopitar (Sotlar, Rodman) (PP) \| \| 17:07 – Kallio (Nummelin (PP) \| 1–2 \| \| \| 25:03 – Miettinen (Jokinen) (PP) \| 2–2 \| \| \| \| 2–3 \| 27:21 – Kopitar (Razingar, Rodman) (PP) \| \| 37:44 – Bergenheim (Lehtonen) \| 3–3 \| \| \| 41:56 – Kallio (Miettinen, Jokinen) (PP) \| 4–3 \| \| \| 53:16 – Lehtonen (Viuhkola) (PP) \| 5–3 \| \| |                 |                                         |                | Játékvezető: Alexander Poliakov |
| 18 perc | Büntetések      | 30 perc                                 |                | Játékvezető: Alexander Poliakov |
| 49 | Lövések         | 16                                      |                | Játékvezető: Alexander Poliakov |
| | 0–1             | 7:10 – Kranjc (Kopitar) (PP)            |                | Játékvezető: Alexander Poliakov |
| | 0–2             | 14:41 – Kopitar (Sotlar, Rodman) (PP)   |                | Játékvezető: Alexander Poliakov |
| 17:07 – Kallio (Nummelin (PP) | 1–2             |                                         |                | Játékvezető: Alexander Poliakov |
| 25:03 – Miettinen (Jokinen) (PP) | 2–2             |                                         |                |                                 |
| | 2–3             | 27:21 – Kopitar (Razingar, Rodman) (PP) |                |                                 |
| 37:44 – Bergenheim (Lehtonen) | 3–3             |                                         |                |                                 |
| 41:56 – Kallio (Miettinen, Jokinen) (PP) | 4–3             |                                         |                |                                 |
| 53:16 – Lehtonen (Viuhkola) (PP) | 5–3             |                                         |                |                                 |

| 2006. május 5. 21:15 | Lettország | 1–1 (1–1, 0–0, 0–0) | Csehország | Arena Riga, Riga Nézőszám: 10 669 |

| Jegyzőkönyv                                                     | Jegyzőkönyv     | Jegyzőkönyv     | Jegyzőkönyv    | Jegyzőkönyv               |
| --------------------------------------------------------------- | --------------- | --------------- | -------------- | ------------------------- |
|                                                                 | Sergejs Naumovs | Kapusok         | Milan Hnilička | Játékvezető: Brent Reiber |
| \| 6:22 – Sirokovs \| 1–0 \| \| \| \| 1–1 \| 19:32 – Výborný \| |                 |                 |                | Játékvezető: Brent Reiber |
| 22 perc                                                         | Büntetések      | 6 perc          |                | Játékvezető: Brent Reiber |
| 12                                                              | Lövések         | 32              |                | Játékvezető: Brent Reiber |
| 6:22 – Sirokovs                                                 | 1–0             |                 |                | Játékvezető: Brent Reiber |
|                                                                 | 1–1             | 19:32 – Výborný |                | Játékvezető: Brent Reiber |

| 2006. május 7. 16:15 | Csehország | 5–4 (4–1, 1–2, 0–1) | Szlovénia | Arena Riga, Riga Nézőszám: 9018 |

| Jegyzőkönyv | Jegyzőkönyv    | Jegyzőkönyv                             | Jegyzőkönyv                 | Jegyzőkönyv                  |
| --- | -------------- | --------------------------------------- | --------------------------- | ---------------------------- |
| | Milan Hnilička | Kapusok                                 | Gaber Glavic Robert Kristan | Játékvezető: Richard Schuetz |
| \| 1:09 – Plekanec (Hlaváč, Kaberle) \| 1–0 \| \| \| 3:04 – Balaštík (Kaberle, Erat) (PP) \| 2–0 \| \| \| 10:35 – Erat (Výborný, Kaberle) (PP) \| 3–0 \| \| \| 13:23 – Michálek (Erat, Výborný) (PP) \| 4–0 \| \| \| \| 4–1 \| 14:30 – Muric (Hafner) \| \| \| 4–2 \| 20:24 – Sotlar (Razingar, Kopitar) (PP) \| \| 24:28 – Michalek (Erat, Balaštík) (PP) \| 5–2 \| \| \| \| 5–3 \| 34:54 – Kranjc (Kopitar, Razingar) \| \| \| 5–4 \| 59:59 – Razingar (Vidmar) \| |                |                                         |                             | Játékvezető: Richard Schuetz |
| 10 perc | Büntetések     | 18 perc                                 |                             | Játékvezető: Richard Schuetz |
| 41 | Lövések        | 16                                      |                             | Játékvezető: Richard Schuetz |
| 1:09 – Plekanec (Hlaváč, Kaberle) | 1–0            |                                         |                             | Játékvezető: Richard Schuetz |
| 3:04 – Balaštík (Kaberle, Erat) (PP) | 2–0            |                                         |                             | Játékvezető: Richard Schuetz |
| 10:35 – Erat (Výborný, Kaberle) (PP) | 3–0            |                                         |                             | Játékvezető: Richard Schuetz |
| 13:23 – Michálek (Erat, Výborný) (PP) | 4–0            |                                         |                             |                              |
| | 4–1            | 14:30 – Muric (Hafner)                  |                             |                              |
| | 4–2            | 20:24 – Sotlar (Razingar, Kopitar) (PP) |                             |                              |
| 24:28 – Michalek (Erat, Balaštík) (PP) | 5–2            |                                         |                             |                              |
| | 5–3            | 34:54 – Kranjc (Kopitar, Razingar)      |                             |                              |
| | 5–4            | 59:59 – Razingar (Vidmar)               |                             |                              |

| 2006. május 7. 20:15 | Finnország | 5–0 (0–0, 2–0, 3–0) | Lettország | Arena Riga, Riga Nézőszám: 10 616 |

| Jegyzőkönyv | Jegyzőkönyv       | Jegyzőkönyv | Jegyzőkönyv     | Jegyzőkönyv               |
| --- | ----------------- | ----------- | --------------- | ------------------------- |
| | Antero Niittymäki | Kapusok     | Sergejs Naumovs | Játékvezető: Chris Savage |
| \| 24:32 – Viuhkola (Hentunen, Lehtonen) (PP) \| 1–0 \| \| \| 35:02 – Kallio (SH) \| 2–0 \| \| \| 48:38 – Peltonen (Nummelin) (PP) \| 3–0 \| \| \| 51:51 – Berg (Nummelin, Jokinen) (PP) \| 4–0 \| \| \| 55:10 – Rita (Pirnes) \| 5–0 \| \| |                   |             |                 | Játékvezető: Chris Savage |
| 47 perc | Büntetések        | 20 perc     |                 | Játékvezető: Chris Savage |
| 41 | Lövések           | 18          |                 | Játékvezető: Chris Savage |
| 24:32 – Viuhkola (Hentunen, Lehtonen) (PP) | 1–0               |             |                 | Játékvezető: Chris Savage |
| 35:02 – Kallio (SH) | 2–0               |             |                 | Játékvezető: Chris Savage |
| 48:38 – Peltonen (Nummelin) (PP) | 3–0               |             |                 | Játékvezető: Chris Savage |
| 51:51 – Berg (Nummelin, Jokinen) (PP) | 4–0               |             |                 |                           |
| 55:10 – Rita (Pirnes) | 5–0               |             |                 |                           |

| 2006. május 9. 16:15 | Szlovénia | 1–5 (1–0, 0–4, 0–1) | Lettország | Arena Riga, Riga Nézőszám: 9539 |

| Jegyzőkönyv | Jegyzőkönyv    | Jegyzőkönyv                                            | Jegyzőkönyv     | Jegyzőkönyv                    |
| --- | -------------- | ------------------------------------------------------ | --------------- | ------------------------------ |
| | Robert Kristan | Kapusok                                                | Sergejs Naumovs | Játékvezető: Marcus Vinnerborg |
| \| 5:35 – Sivic (Zagar) \| 1–0 \| \| \| \| 1–1 \| 24:15 – Semjonovs (Ņiživijs, Rēdlihs) \| \| \| 1–2 \| 28:20 – Cipulis (Sprukts) \| \| \| 1–3 \| 29:51 – A. Jerofejevs (L. Tambijevs, A. Ņiživijs) (PP) \| \| \| 1–4 \| 37:51 – Tambijevs (Nizivijs) \| \| \| 1–5 \| 50:16 – Vasiļjevs (Sirokovs, Tribuncovs) (PP2) \| |                |                                                        |                 | Játékvezető: Marcus Vinnerborg |
| 24 perc | Büntetések     | 16 perc                                                |                 | Játékvezető: Marcus Vinnerborg |
| 18 | Lövések        | 29                                                     |                 | Játékvezető: Marcus Vinnerborg |
| 5:35 – Sivic (Zagar) | 1–0            |                                                        |                 | Játékvezető: Marcus Vinnerborg |
| | 1–1            | 24:15 – Semjonovs (Ņiživijs, Rēdlihs)                  |                 | Játékvezető: Marcus Vinnerborg |
| | 1–2            | 28:20 – Cipulis (Sprukts)                              |                 | Játékvezető: Marcus Vinnerborg |
| | 1–3            | 29:51 – A. Jerofejevs (L. Tambijevs, A. Ņiživijs) (PP) |                 |                                |
| | 1–4            | 37:51 – Tambijevs (Nizivijs)                           |                 |                                |
| | 1–5            | 50:16 – Vasiļjevs (Sirokovs, Tribuncovs) (PP2)         |                 |                                |

| 2006. május 9. 20:15 | Csehország | 3–3 (2–1, 1–0, 0–2) | Finnország | Arena Riga, Riga Nézőszám: 6758 |

| Jegyzőkönyv | Jegyzőkönyv    | Jegyzőkönyv                               | Jegyzőkönyv       | Jegyzőkönyv              |
| --- | -------------- | ----------------------------------------- | ----------------- | ------------------------ |
| | Milan Hnilička | Kapusok                                   | Antero Niittymäki | Játékvezető: Peter Jonak |
| \| 2:28 – Erat (Balaštík) (PP) \| 1–0 \| \| \| 2:52 – Balaštík (Hlinka) \| 2–0 \| \| \| \| 2–1 \| 8:19 – Kukkonen (Lehtonen, Hentunen) (PP) \| \| 34:41 – Hlaváč (Výborný) \| 3–1 \| \| \| \| 3–2 \| 40:30 – Berg (Nummelin, Jokinen) (PP) \| \| \| 3–3 \| 58:48 – Nummelin (Jokinen) \| |                |                                           |                   | Játékvezető: Peter Jonak |
| 24 perc | Büntetések     | 18 perc                                   |                   | Játékvezető: Peter Jonak |
| 27 | Lövések        | 24                                        |                   | Játékvezető: Peter Jonak |
| 2:28 – Erat (Balaštík) (PP) | 1–0            |                                           |                   | Játékvezető: Peter Jonak |
| 2:52 – Balaštík (Hlinka) | 2–0            |                                           |                   | Játékvezető: Peter Jonak |
| | 2–1            | 8:19 – Kukkonen (Lehtonen, Hentunen) (PP) |                   | Játékvezető: Peter Jonak |
| 34:41 – Hlaváč (Výborný) | 3–1            |                                           |                   |                          |
| | 3–2            | 40:30 – Berg (Nummelin, Jokinen) (PP)     |                   |                          |
| | 3–3            | 58:48 – Nummelin (Jokinen)                |                   |                          |

### B csoport
| Csapat      | M | Gy | D | V | G+ | G- | Gk | P |
| ----------- | - | -- | - | - | -- | -- | -- | - |
| Svédország  | 3 | 2  | 1 | 0 | 12 | 6  | +6 | 5 |
| Svájc       | 3 | 2  | 1 | 0 | 9  | 6  | +3 | 5 |
| Ukrajna     | 3 | 1  | 0 | 2 | 7  | 8  | –1 | 2 |
| Olaszország | 3 | 0  | 0 | 3 | 3  | 11 | –8 | 0 |

| 2006. május 6. 16:15 | Svájc | 3–1 (0–0, 0–1, 3–0) | Olaszország | Skonto Arena, Riga Nézőszám: 4450 |

| Jegyzőkönyv | Jegyzőkönyv     | Jegyzőkönyv                         | Jegyzőkönyv    | Jegyzőkönyv              |
| --- | --------------- | ----------------------------------- | -------------- | ------------------------ |
| | David Aebischer | Kapusok                             | Jason Muzzatti | Játékvezető: Rick Looker |
| \| \| 0–1 \| 30:18 – Iob (de Bettin, Parco) (PP) \| \| 44:56 – Rüthemann (Jeannin, Plüss) \| 1–1 \| \| \| 52:31 – Della Rossa \| 2–1 \| \| \| 59:40 – Pluss (Ruthemann, Blindenbacher) \| 3–1 \| \| |                 |                                     |                | Játékvezető: Rick Looker |
| 24 perc | Büntetések      | 26 perc                             |                | Játékvezető: Rick Looker |
| 41 | Lövések         | 14                                  |                | Játékvezető: Rick Looker |
| | 0–1             | 30:18 – Iob (de Bettin, Parco) (PP) |                | Játékvezető: Rick Looker |
| 44:56 – Rüthemann (Jeannin, Plüss) | 1–1             |                                     |                | Játékvezető: Rick Looker |
| 52:31 – Della Rossa | 2–1             |                                     |                | Játékvezető: Rick Looker |
| 59:40 – Pluss (Ruthemann, Blindenbacher) | 3–1             |                                     |                |                          |

| 2006. május 6. 20:15 | Ukrajna | 2–4 (1–1, 1–2, 0–1) | Svédország | Skonto Arena, Riga Nézőszám: 3492 |

| Jegyzőkönyv | Jegyzőkönyv         | Jegyzőkönyv                           | Jegyzőkönyv     | Jegyzőkönyv              |
| --- | ------------------- | ------------------------------------- | --------------- | ------------------------ |
| | Kostyantyn Simchuck | Kapusok                               | Johan Holmqvist | Játékvezető: Peter Jonak |
| \| \| 0–1 \| 17:55 – Emvall (Karlsson) (PP) \| \| 19:16 – Kasianchuk (Dyachenko) (PP) \| 1–1 \| \| \| \| 1–2 \| 20:50 – Emvall (Melin) (PP) \| \| 34:55 – Mikhov (Shafarenko) \| 2–2 \| \| \| \| 2–3 \| 38:55 – Karlsson (Melin, Sundin) (PP) \| \| \| 2–4 \| 46:38 – Hannula (Nordquist) (PP) \| |                     |                                       |                 | Játékvezető: Peter Jonak |
| 18 perc | Büntetések          | 12 perc                               |                 | Játékvezető: Peter Jonak |
| 24 | Lövések             | 45                                    |                 | Játékvezető: Peter Jonak |
| | 0–1                 | 17:55 – Emvall (Karlsson) (PP)        |                 | Játékvezető: Peter Jonak |
| 19:16 – Kasianchuk (Dyachenko) (PP) | 1–1                 |                                       |                 | Játékvezető: Peter Jonak |
| | 1–2                 | 20:50 – Emvall (Melin) (PP)           |                 | Játékvezető: Peter Jonak |
| 34:55 – Mikhov (Shafarenko) | 2–2                 |                                       |                 |                          |
| | 2–3                 | 38:55 – Karlsson (Melin, Sundin) (PP) |                 |                          |
| | 2–4                 | 46:38 – Hannula (Nordquist) (PP)      |                 |                          |

| 2006. május 8. 16:15 | Svájc | 2–1 (2–0, 0–1, 0–0) | Ukrajna | Skonto Arena, Riga Nézőszám: 4609 |

| Jegyzőkönyv | Jegyzőkönyv     | Jegyzőkönyv                           | Jegyzőkönyv   | Jegyzőkönyv              |
| --- | --------------- | ------------------------------------- | ------------- | ------------------------ |
| | David Aebischer | Kapusok                               | Igor Karpenko | Játékvezető: Milan Minar |
| \| 9:57 – Bezina (Jeannin) (PP) \| 1–0 \| \| \| 18:06 – Ambühl (SH) \| 2–0 \| \| \| \| 2–1 \| 33:54 – Mikhnov (Materukhin, Sryubko) \| |                 |                                       |               | Játékvezető: Milan Minar |
| 30 perc | Büntetések      | 36 perc                               |               | Játékvezető: Milan Minar |
| 25 | Lövések         | 26                                    |               | Játékvezető: Milan Minar |
| 9:57 – Bezina (Jeannin) (PP) | 1–0             |                                       |               | Játékvezető: Milan Minar |
| 18:06 – Ambühl (SH) | 2–0             |                                       |               | Játékvezető: Milan Minar |
| | 2–1             | 33:54 – Mikhnov (Materukhin, Sryubko) |               | Játékvezető: Milan Minar |

| 2006. május 8. 20:15 | Svédország | 4–0 (2–0, 1–0, 1–0) | Olaszország | Skonto Arena, Riga Nézőszám: 3586 |

| Jegyzőkönyv | Jegyzőkönyv | Jegyzőkönyv | Jegyzőkönyv                   | Jegyzőkönyv               |
| --- | ----------- | ----------- | ----------------------------- | ------------------------- |
| | Stefan Liv  | Kapusok     | Jason Muzzatti Thomas Tragust | Játékvezető: David Hansen |
| \| 14:02 – Karlsson (Knronwall, Franzén) (PP) \| 1–0 \| \| \| 16:00 – Lundqvist (Zetterberg, Johansson) (PP) \| 2–0 \| \| \| 22:36 – Jönsson (Holmqvist, Franzén) (PP) \| 3–0 \| \| \| 47:19 – Jönsson (Kronwall) \| 4–0 \| \| |             |             |                               | Játékvezető: David Hansen |
| 14 perc | Büntetések  | 12 perc     |                               | Játékvezető: David Hansen |
| 30 | Lövések     | 13          |                               | Játékvezető: David Hansen |
| 14:02 – Karlsson (Knronwall, Franzén) (PP) | 1–0         |             |                               | Játékvezető: David Hansen |
| 16:00 – Lundqvist (Zetterberg, Johansson) (PP) | 2–0         |             |                               | Játékvezető: David Hansen |
| 22:36 – Jönsson (Holmqvist, Franzén) (PP) | 3–0         |             |                               | Játékvezető: David Hansen |
| 47:19 – Jönsson (Kronwall) | 4–0         |             |                               |                           |

| 2006. május 10. 16:15 | Olaszország | 2–4 (0–1, 1–1, 1–2) | Ukrajna | Skonto Arena, Riga Nézőszám: 2174 |

| Jegyzőkönyv | Jegyzőkönyv    | Jegyzőkönyv                                         | Jegyzőkönyv         | Jegyzőkönyv               |
| --- | -------------- | --------------------------------------------------- | ------------------- | ------------------------- |
| | Jason Muzzatti | Kapusok                                             | Kostyantyn Simchuck | Játékvezető: Chris Savage |
| \| \| 0–1 \| 14:54 – Kasianchuck (Shakhraychuk, Ostroushko) (PP) \| \| \| 0–2 \| 21:08 – Salnikov (Bobrovnikov, Dyachenko) (PP) \| \| 32:25 – Busillo (Trevisani, Cirone) \| 1–2 \| \| \| \| 1–3 \| 51:11 – Gunko (Lytvynenko) \| \| 55:38 – Borgatello (Molteni) (PP) \| 2–3 \| \| \| \| 2–4 \| 57:56 – Dyachenko (Gunko) \| |                |                                                     |                     | Játékvezető: Chris Savage |
| 52 perc | Büntetések     | 42 perc                                             |                     | Játékvezető: Chris Savage |
| 21 | Lövések        | 27                                                  |                     | Játékvezető: Chris Savage |
| | 0–1            | 14:54 – Kasianchuck (Shakhraychuk, Ostroushko) (PP) |                     | Játékvezető: Chris Savage |
| | 0–2            | 21:08 – Salnikov (Bobrovnikov, Dyachenko) (PP)      |                     | Játékvezető: Chris Savage |
| 32:25 – Busillo (Trevisani, Cirone) | 1–2            |                                                     |                     | Játékvezető: Chris Savage |
| | 1–3            | 51:11 – Gunko (Lytvynenko)                          |                     |                           |
| 55:38 – Borgatello (Molteni) (PP) | 2–3            |                                                     |                     |                           |
| | 2–4            | 57:56 – Dyachenko (Gunko)                           |                     |                           |

| 2006. május 10. 20:15 | Svédország | 4–4 (1–0, 0–1, 3–3) | Svájc | Skonto Arena, Riga Nézőszám: 3031 |

| Jegyzőkönyv | Jegyzőkönyv     | Jegyzőkönyv                            | Jegyzőkönyv     | Jegyzőkönyv                     |
| --- | --------------- | -------------------------------------- | --------------- | ------------------------------- |
| | Johan Holmqvist | Kapusok                                | David Aebischer | Játékvezető: Alexander Poliakov |
| \| 13:43 – Zetterberg (Johansson, Kronwall) \| 1–0 \| \| \| \| 1–1 \| 23:19 – Wirz (Streit, Lemm) (PP2) \| \| 44:11 – Zetterberg \| 2–1 \| \| \| 44:37 – Mattsson (Karlsson, Kronwall) \| 3–1 \| \| \| \| 3–2 \| 45:02 – Sannitz (Jeannin, Streit) \| \| 51:16 – Karlsson (Emvall, Kronwall) \| 4–2 \| \| \| \| 4–3 \| 51:35 – Rüthemann (Plüss, Della Rossa) \| \| \| 4–4 \| 56:44 – Sannitz (Jeannin, Lemm) \| |                 |                                        |                 | Játékvezető: Alexander Poliakov |
| 12 perc | Büntetések      | 14 perc                                |                 | Játékvezető: Alexander Poliakov |
| 29 | Lövések         | 17                                     |                 | Játékvezető: Alexander Poliakov |
| 13:43 – Zetterberg (Johansson, Kronwall) | 1–0             |                                        |                 | Játékvezető: Alexander Poliakov |
| | 1–1             | 23:19 – Wirz (Streit, Lemm) (PP2)      |                 | Játékvezető: Alexander Poliakov |
| 44:11 – Zetterberg | 2–1             |                                        |                 | Játékvezető: Alexander Poliakov |
| 44:37 – Mattsson (Karlsson, Kronwall) | 3–1             |                                        |                 |                                 |
| | 3–2             | 45:02 – Sannitz (Jeannin, Streit)      |                 |                                 |
| 51:16 – Karlsson (Emvall, Kronwall) | 4–2             |                                        |                 |                                 |
| | 4–3             | 51:35 – Rüthemann (Plüss, Della Rossa) |                 |                                 |
| | 4–4             | 56:44 – Sannitz (Jeannin, Lemm)        |                 |                                 |

### C csoport
| Csapat           | M | Gy | D | V | G+ | G- | Gk  | P |
| ---------------- | - | -- | - | - | -- | -- | --- | - |
| Oroszország      | 3 | 3  | 0 | 0 | 17 | 6  | +11 | 6 |
| Fehéroroszország | 3 | 2  | 0 | 1 | 11 | 5  | +6  | 4 |
| Szlovákia        | 3 | 1  | 0 | 2 | 10 | 6  | +4  | 2 |
| Kazahsztán       | 3 | 0  | 0 | 3 | 2  | 23 | –21 | 0 |

| 2006. május 6. 16:15 | Fehéroroszország | 2–1 (0–0, 2–1, 0–0) | Szlovákia | Arena Riga, Riga Nézőszám: 6960 |

| Jegyzőkönyv | Jegyzőkönyv  | Jegyzőkönyv                      | Jegyzőkönyv            | Jegyzőkönyv               |
| --- | ------------ | -------------------------------- | ---------------------- | ------------------------- |
| | Andrei Mezin | Kapusok                          | Ján Lašák Karol Križan | Játékvezető: David Hansen |
| \| 34:18 – Meleshko (Zhurik) (PP) \| 1–0 \| \| \| \| 1–1 \| 37:29 – Čiernik (Kovacik, Kapuš) \| \| 39:27 – Antonenko (Skabelka, Grabovsky) (PP) \| 2–1 \| \| |              |                                  |                        | Játékvezető: David Hansen |
| 12 perc | Büntetések   | 18 perc                          |                        | Játékvezető: David Hansen |
| 36 | Lövések      | 13                               |                        | Játékvezető: David Hansen |
| 34:18 – Meleshko (Zhurik) (PP) | 1–0          |                                  |                        | Játékvezető: David Hansen |
| | 1–1          | 37:29 – Čiernik (Kovacik, Kapuš) |                        | Játékvezető: David Hansen |
| 39:27 – Antonenko (Skabelka, Grabovsky) (PP) | 2–1          |                                  |                        | Játékvezető: David Hansen |

| 2006. május 6. 20:15 | Oroszország | 10–1 (4–1, 4–0, 2–0) | Kazahsztán | Arena Riga, Riga Nézőszám: 7190 |

| Jegyzőkönyv | Jegyzőkönyv                       | Jegyzőkönyv                                         | Jegyzőkönyv                    | Jegyzőkönyv               |
| --- | --------------------------------- | --------------------------------------------------- | ------------------------------ | ------------------------- |
| | Sergei Zvyagin Alexander Fomichev | Kapusok                                             | Roman Medvedev Sergey Tambulov | Játékvezető: Jari Levonen |
| \| 1:36 – Ovecskin (Malkin, Szusinszkij) (PP) \| 1–0 \| \| \| 2:44 – Arkipov (Nikulin) (PP) \| 2–0 \| \| \| 10:44 – Gorovikov (Grigorenko) \| 3–0 \| \| \| \| 3–1 \| 17:40 – Y. Koreshkov (A. Koreshkov, Zhailauov) (PP) \| \| 18:48 – Bykov (Kruchinin, Yemeleyev) (PP) \| 4–1 \| \| \| 24:13 – Ovecskin (Malkin) \| 5–1 \| \| \| 26:41 – Malkin (SH) \| 6–1 \| \| \| 29:39 – Ovecskin (Malkin) (PP) \| 7–1 \| \| \| 32:24 – Szjomin (Arkhipov, Nikulin) \| 8–1 \| \| \| 44:38 – Szjomin (Nikulin, Zaripov) \| 9–1 \| \| \| 53:52 – Szjomin (Zaripov, Nikulin) (PP) \| 10–1 \| \| |                                   |                                                     |                                | Játékvezető: Jari Levonen |
| 26 perc | Büntetések                        | 40 perc                                             |                                | Játékvezető: Jari Levonen |
| 27 | Lövések                           | 17                                                  |                                | Játékvezető: Jari Levonen |
| 1:36 – Ovecskin (Malkin, Szusinszkij) (PP) | 1–0                               |                                                     |                                | Játékvezető: Jari Levonen |
| 2:44 – Arkipov (Nikulin) (PP) | 2–0                               |                                                     |                                | Játékvezető: Jari Levonen |
| 10:44 – Gorovikov (Grigorenko) | 3–0                               |                                                     |                                | Játékvezető: Jari Levonen |
| | 3–1                               | 17:40 – Y. Koreshkov (A. Koreshkov, Zhailauov) (PP) |                                |                           |
| 18:48 – Bykov (Kruchinin, Yemeleyev) (PP) | 4–1                               |                                                     |                                |                           |
| 24:13 – Ovecskin (Malkin) | 5–1                               |                                                     |                                |                           |
| 26:41 – Malkin (SH) | 6–1                               |                                                     |                                |                           |
| 29:39 – Ovecskin (Malkin) (PP) | 7–1                               |                                                     |                                |                           |
| 32:24 – Szjomin (Arkhipov, Nikulin) | 8–1                               |                                                     |                                |                           |
| 44:38 – Szjomin (Nikulin, Zaripov) | 9–1                               |                                                     |                                |                           |
| 53:52 – Szjomin (Zaripov, Nikulin) (PP) | 10–1                              |                                                     |                                |                           |

| 2006. május 8. 16:15 | Oroszország | 3–2 (1–0, 0–2, 2–0) | Fehéroroszország | Arena Riga, Riga Nézőszám: 7945 |

| Jegyzőkönyv | Jegyzőkönyv    | Jegyzőkönyv                          | Jegyzőkönyv  | Jegyzőkönyv               |
| --- | -------------- | ------------------------------------ | ------------ | ------------------------- |
| | Sergei Zvyagin | Kapusok                              | Andrei Mezin | Játékvezető: Chris Savage |
| \| 10:57 – Yemeleyev (Bykov) (PP) \| 1–0 \| \| \| \| 1–1 \| 21:40 – Antonenko (Kostitsyn) (PP2) \| \| \| 1–2 \| 23:28 – Makritsky (Denisov, Kurilin) \| \| 43:28 – Kulyash (Gorovikov) (PP) \| 2–2 \| \| \| 53:19 – Haritonov (Yemeleyen) \| 3–2 \| \| |                |                                      |              | Játékvezető: Chris Savage |
| 16 perc | Büntetések     | 20 perc                              |              | Játékvezető: Chris Savage |
| 28 | Lövések        | 15                                   |              | Játékvezető: Chris Savage |
| 10:57 – Yemeleyev (Bykov) (PP) | 1–0            |                                      |              | Játékvezető: Chris Savage |
| | 1–1            | 21:40 – Antonenko (Kostitsyn) (PP2)  |              | Játékvezető: Chris Savage |
| | 1–2            | 23:28 – Makritsky (Denisov, Kurilin) |              | Játékvezető: Chris Savage |
| 43:28 – Kulyash (Gorovikov) (PP) | 2–2            |                                      |              |                           |
| 53:19 – Haritonov (Yemeleyen) | 3–2            |                                      |              |                           |

| 2006. május 8. 20:15 | Szlovákia | 6–0 (0–0, 3–0, 3–0) | Kazahsztán | Arena Riga, Riga Nézőszám: 6788 |

| Jegyzőkönyv | Jegyzőkönyv  | Jegyzőkönyv | Jegyzőkönyv         | Jegyzőkönyv                    |
| --- | ------------ | ----------- | ------------------- | ------------------------------ |
| | Karol Križan | Kapusok     | Sergey Ogureshnikov | Játékvezető: Marcus Vinnerborg |
| \| 20:41 – Kapuš (Marián Hossa, Marcel Hossa) (PP) \| 1–0 \| \| \| 32:42 – Surový (Pavlikovsky, Bartovič) (PP) \| 2–0 \| \| \| 39:48 – Bartovič (Pavalikovsky, Marian Hossa) \| 3–0 \| \| \| 49:05 – Pavlikovsky (Zálešák, Čiernik) \| 4–0 \| \| \| 55:06 – Kovacik \| 5–0 \| \| \| 56:22 – Jurčina (Surovy) \| 6–0 \| \| |              |             |                     | Játékvezető: Marcus Vinnerborg |
| 14 perc | Büntetések   | 32 perc     |                     | Játékvezető: Marcus Vinnerborg |
| 52 | Lövések      | 8           |                     | Játékvezető: Marcus Vinnerborg |
| 20:41 – Kapuš (Marián Hossa, Marcel Hossa) (PP) | 1–0          |             |                     | Játékvezető: Marcus Vinnerborg |
| 32:42 – Surový (Pavlikovsky, Bartovič) (PP) | 2–0          |             |                     | Játékvezető: Marcus Vinnerborg |
| 39:48 – Bartovič (Pavalikovsky, Marian Hossa) | 3–0          |             |                     | Játékvezető: Marcus Vinnerborg |
| 49:05 – Pavlikovsky (Zálešák, Čiernik) | 4–0          |             |                     |                                |
| 55:06 – Kovacik | 5–0          |             |                     |                                |
| 56:22 – Jurčina (Surovy) | 6–0          |             |                     |                                |

| 2006. május 10. 16:15 | Szlovákia | 3–4 (2–2, 1–1, 0–1) | Oroszország | Arena Riga, Riga Nézőszám: 7467 |

| Jegyzőkönyv | Jegyzőkönyv  | Jegyzőkönyv                                 | Jegyzőkönyv    | Jegyzőkönyv               |
| --- | ------------ | ------------------------------------------- | -------------- | ------------------------- |
| | Karol Križan | Kapusok                                     | Sergei Zvyagin | Játékvezető: Brett Reiber |
| \| \| 0–1 \| 3:56 – Kulyash (Grigorenko, Khomitsky) (PP) \| \| 6:00 – Surový (Cibák) \| 1–1 \| \| \| 9:03 – Kollar (SH) \| 2–1 \| \| \| \| 2–2 \| 17:26 – Malkin \| \| \| 2–3 \| 27:23 – Zaripov (Khomitsky) (PP) \| \| 36:45 – Ciernik (Milo) (PP) \| 3–3 \| \| \| \| 3–4 \| 46:02 – Mikhnov (Arkhipov, Szjomin) (PP) \| |              |                                             |                | Játékvezető: Brett Reiber |
| 22 perc | Büntetések   | 41 perc                                     |                | Játékvezető: Brett Reiber |
| 27 | Lövések      | 25                                          |                | Játékvezető: Brett Reiber |
| | 0–1          | 3:56 – Kulyash (Grigorenko, Khomitsky) (PP) |                | Játékvezető: Brett Reiber |
| 6:00 – Surový (Cibák) | 1–1          |                                             |                | Játékvezető: Brett Reiber |
| 9:03 – Kollar (SH) | 2–1          |                                             |                | Játékvezető: Brett Reiber |
| | 2–2          | 17:26 – Malkin                              |                |                           |
| | 2–3          | 27:23 – Zaripov (Khomitsky) (PP)            |                |                           |
| 36:45 – Ciernik (Milo) (PP) | 3–3          |                                             |                |                           |
| | 3–4          | 46:02 – Mikhnov (Arkhipov, Szjomin) (PP)    |                |                           |

| 2006. május 10. 20:15 | Kazahsztán | 1–7 (1–1, 0–3, 0–3) | Fehéroroszország | Arena Riga, Riga Nézőszám: 6359 |

| Jegyzőkönyv | Jegyzőkönyv                         | Jegyzőkönyv                                | Jegyzőkönyv  | Jegyzőkönyv              |
| --- | ----------------------------------- | ------------------------------------------ | ------------ | ------------------------ |
| | Sergey Ogureshnikov Sergey Tambulov | Kapusok                                    | Andrei Mezin | Játékvezető: Rick Looker |
| \| \| 0–1 \| 2:07 – Kostitsyn (Skabelka, Kopat) (PP) \| \| 18:57 – Spiridonov (Krasnoslabotsev, Pupkov) \| 1–1 \| \| \| \| 1–2 \| 29:08 – Zadelenov (Makritsky, Mezin) (SH) \| \| \| 1–3 \| 34:28 – Chupris (Zadelenov, Erkovich) (PP) \| \| \| 1–4 \| 39:25 – Grabovsky (Kostyuchenok) (PP) \| \| \| 1–5 \| 45:11 – Zadelenov (Grabovsky, Ugarov) \| \| \| 1–6 \| 46:13 – Dudik (Mikhalev, Ugarov) \| \| \| 1–7 \| 48:42 – Grabovsky \| |                                     |                                            |              | Játékvezető: Rick Looker |
| 22 perc | Büntetések                          | 39 perc                                    |              | Játékvezető: Rick Looker |
| 32 | Lövések                             | 35                                         |              | Játékvezető: Rick Looker |
| | 0–1                                 | 2:07 – Kostitsyn (Skabelka, Kopat) (PP)    |              | Játékvezető: Rick Looker |
| 18:57 – Spiridonov (Krasnoslabotsev, Pupkov) | 1–1                                 |                                            |              | Játékvezető: Rick Looker |
| | 1–2                                 | 29:08 – Zadelenov (Makritsky, Mezin) (SH)  |              | Játékvezető: Rick Looker |
| | 1–3                                 | 34:28 – Chupris (Zadelenov, Erkovich) (PP) |              |                          |
| | 1–4                                 | 39:25 – Grabovsky (Kostyuchenok) (PP)      |              |                          |
| | 1–5                                 | 45:11 – Zadelenov (Grabovsky, Ugarov)      |              |                          |
| | 1–6                                 | 46:13 – Dudik (Mikhalev, Ugarov)           |              |                          |
| | 1–7                                 | 48:42 – Grabovsky                          |              |                          |

### D csoport
| Csapat           | M | Gy | D | V | G+ | G- | Gk | P |
| ---------------- | - | -- | - | - | -- | -- | -- | - |
| Kanada           | 3 | 3  | 0 | 0 | 14 | 5  | +9 | 6 |
| Egyesült Államok | 3 | 2  | 0 | 1 | 7  | 3  | +4 | 4 |
| Norvégia         | 3 | 1  | 0 | 2 | 8  | 13 | –5 | 2 |
| Dánia            | 3 | 0  | 0 | 3 | 6  | 14 | –8 | 0 |

| 2006. május 5. 16:15 | Egyesült Államok | 3–1 (0–1, 1–0, 2–0) | Norvégia | Skonto Arena, Riga Nézőszám: 4300 |

| Jegyzőkönyv | Jegyzőkönyv    | Jegyzőkönyv                    | Jegyzőkönyv | Jegyzőkönyv                    |
| --- | -------------- | ------------------------------ | ----------- | ------------------------------ |
| | Craig Anderson | Kapusok                        | Pal Grotnes | Játékvezető: Marcus Vinnerborg |
| \| \| 0–1 \| 13:32 – Jakobsen (Holtet) (PP) \| \| 21:21 – Brown (Hilbert) (PP) \| 1–1 \| \| \| 45:42 – Brown (PP) \| 2–1 \| \| \| 55:46 – Brown (Malone, Komisarek) (PP) \| 3–1 \| \| |                |                                |             | Játékvezető: Marcus Vinnerborg |
| 18 perc | Büntetések     | 16 perc                        |             | Játékvezető: Marcus Vinnerborg |
| 31 | Lövések        | 21                             |             | Játékvezető: Marcus Vinnerborg |
| | 0–1            | 13:32 – Jakobsen (Holtet) (PP) |             | Játékvezető: Marcus Vinnerborg |
| 21:21 – Brown (Hilbert) (PP) | 1–1            |                                |             | Játékvezető: Marcus Vinnerborg |
| 45:42 – Brown (PP) | 2–1            |                                |             | Játékvezető: Marcus Vinnerborg |
| 55:46 – Brown (Malone, Komisarek) (PP) | 3–1            |                                |             |                                |

| 2006. május 5. 20:15 | Dánia | 3–5 (0–3, 3–0, 0–2) | Kanada | Skonto Arena, Riga Nézőszám: 3427 |

| Jegyzőkönyv | Jegyzőkönyv  | Jegyzőkönyv                           | Jegyzőkönyv | Jegyzőkönyv              |
| --- | ------------ | ------------------------------------- | ----------- | ------------------------ |
| | Peter Hirsch | Kapusok                               | Marc Denis  | Játékvezető: Milan Minar |
| \| \| 0–1 \| 5:01 – Boyes (Bergeron, Stuart) (PP) \| \| \| 0–2 \| 7:18 – Crosby (Boyes, Bergeron) (PP2) \| \| \| 0–3 \| 13:41 – Comrie (DuPont) \| \| 27:43 – F. Nielsen (Kjaergaard) (SH) \| 1–3 \| \| \| 30:46 – J. Nielsen (Johnsen, Kjaergaard) (PP) \| 2–3 \| \| \| 37:49 – Staal (Green) \| 3–3 \| \| \| \| 3–4 \| 43:17 – Crosby (Bergeron) \| \| \| 3–5 \| 53:09 – Richards (Carter) \| |              |                                       |             | Játékvezető: Milan Minar |
| 16 perc | Büntetések   | 10 perc                               |             | Játékvezető: Milan Minar |
| 23 | Lövések      | 44                                    |             | Játékvezető: Milan Minar |
| | 0–1          | 5:01 – Boyes (Bergeron, Stuart) (PP)  |             | Játékvezető: Milan Minar |
| | 0–2          | 7:18 – Crosby (Boyes, Bergeron) (PP2) |             | Játékvezető: Milan Minar |
| | 0–3          | 13:41 – Comrie (DuPont)               |             | Játékvezető: Milan Minar |
| 27:43 – F. Nielsen (Kjaergaard) (SH) | 1–3          |                                       |             |                          |
| 30:46 – J. Nielsen (Johnsen, Kjaergaard) (PP) | 2–3          |                                       |             |                          |
| 37:49 – Staal (Green) | 3–3          |                                       |             |                          |
| | 3–4          | 43:17 – Crosby (Bergeron)             |             |                          |
| | 3–5          | 53:09 – Richards (Carter)             |             |                          |

| 2006. május 7. 16:15 | Egyesült Államok | 3–0 (0–0, 2–0, 1–0) | Dánia | Skonto Arena, Riga Nézőszám: 3886 |

| Jegyzőkönyv | Jegyzőkönyv    | Jegyzőkönyv | Jegyzőkönyv  | Jegyzőkönyv               |
| --- | -------------- | ----------- | ------------ | ------------------------- |
| | Craig Anderson | Kapusok     | Peter Hirsch | Játékvezető: Brent Reiber |
| \| 20:33 – Alberts (Brown) \| 1–0 \| \| \| 26:32 – Stastny (Suter, Kelser) \| 2–0 \| \| \| 52:52 – Park (Hilbert) \| 3–0 \| \| |                |             |              | Játékvezető: Brent Reiber |
| 12 perc | Büntetések     | 14 perc     |              | Játékvezető: Brent Reiber |
| 37 | Lövések        | 19          |              | Játékvezető: Brent Reiber |
| 20:33 – Alberts (Brown) | 1–0            |             |              | Játékvezető: Brent Reiber |
| 26:32 – Stastny (Suter, Kelser)                                                                                                | 2–0            |             |              | Játékvezető: Brent Reiber |
| 52:52 – Park (Hilbert) | 3–0            |             |              | Játékvezető: Brent Reiber |

| 2006. május 7. 20:15 | Kanada | 7–1 (3–0, 4–0, 0–1) | Norvégia | Skonto Arena, Riga Nézőszám: 3983 |

| Jegyzőkönyv | Jegyzőkönyv | Jegyzőkönyv                  | Jegyzőkönyv                   | Jegyzőkönyv                     |
| --- | ----------- | ---------------------------- | ----------------------------- | ------------------------------- |
| | Alex Auld   | Kapusok                      | Pal Grotnes Mathias Gundersen | Játékvezető: Alexander Poliakov |
| \| 8:09 – Bergeron (Robidas, Crosby) (PP) \| 1–0 \| \| \| 8:33 – Boyes (Crosby) \| 2–0 \| \| \| 13:35 – Comrie \| 3–0 \| \| \| 21:05 – Crosby (Bergeron, Hamhuis) \| 4–0 \| \| \| 23:00 – Williams (Comrie, Hamhuis) (PP) \| 5–0 \| \| \| 31:56 – Bergeron (Crosby, Schultz) \| 6–0 \| \| \| 33:53 – Shanahan (Cammalleri) (PP) \| 7–0 \| \| \| \| 7–1 \| 47:42 – Thoresen (Ask) (PP2) \| |             |                              |                               | Játékvezető: Alexander Poliakov |
| 14 perc | Büntetések  | 26 perc                      |                               | Játékvezető: Alexander Poliakov |
| 36 | Lövések     | 15                           |                               | Játékvezető: Alexander Poliakov |
| 8:09 – Bergeron (Robidas, Crosby) (PP) | 1–0         |                              |                               | Játékvezető: Alexander Poliakov |
| 8:33 – Boyes (Crosby) | 2–0         |                              |                               | Játékvezető: Alexander Poliakov |
| 13:35 – Comrie | 3–0         |                              |                               | Játékvezető: Alexander Poliakov |
| 21:05 – Crosby (Bergeron, Hamhuis) | 4–0         |                              |                               |                                 |
| 23:00 – Williams (Comrie, Hamhuis) (PP) | 5–0         |                              |                               |                                 |
| 31:56 – Bergeron (Crosby, Schultz) | 6–0         |                              |                               |                                 |
| 33:53 – Shanahan (Cammalleri) (PP) | 7–0         |                              |                               |                                 |
| | 7–1         | 47:42 – Thoresen (Ask) (PP2) |                               |                                 |

| 2006. május 9. 16:15 | Norvégia | 6–3 (1–2, 3–0, 2–1) | Dánia | Skonto Arena, Riga Nézőszám: 3885 |

| Jegyzőkönyv | Jegyzőkönyv       | Jegyzőkönyv                      | Jegyzőkönyv  | Jegyzőkönyv                  |
| --- | ----------------- | -------------------------------- | ------------ | ---------------------------- |
| | Mathias Gundersen | Kapusok                          | Peter Hirsch | Játékvezető: Richard Schuetz |
| \| 16:36 – Trygg (Myrvold, Vikingstad) (PP) \| 1–0 \| \| \| \| 1–1 \| 17:30 – Green (D. Nielsen) (PP) \| \| \| 1–2 \| 19:59 – Staal (Green) (PP2) \| \| 28:41 – Hansen (Bastiansen, Ask) (PP) \| 2–2 \| \| \| 30:02 – Skrøder (Trygg, Vikingstad) (PP) \| 3–2 \| \| \| 33:34 – Thoresen (Vikingstad, Myrvold) (PP) \| 4–2 \| \| \| 41:08 – Holtet (Bastiansen, Ask) \| 5–2 \| \| \| \| 5–3 \| 43:43 – Hansen (D. Nielsen) (PP) \| \| 59:18 – Vikingstad (Trygg) \| 6–3 \| \| |                   |                                  |              | Játékvezető: Richard Schuetz |
| 20 perc | Büntetések        | 18 perc                          |              | Játékvezető: Richard Schuetz |
| 45 | Lövések           | 23                               |              | Játékvezető: Richard Schuetz |
| 16:36 – Trygg (Myrvold, Vikingstad) (PP) | 1–0               |                                  |              | Játékvezető: Richard Schuetz |
| | 1–1               | 17:30 – Green (D. Nielsen) (PP)  |              | Játékvezető: Richard Schuetz |
| | 1–2               | 19:59 – Staal (Green) (PP2)      |              | Játékvezető: Richard Schuetz |
| 28:41 – Hansen (Bastiansen, Ask) (PP) | 2–2               |                                  |              |                              |
| 30:02 – Skrøder (Trygg, Vikingstad) (PP) | 3–2               |                                  |              |                              |
| 33:34 – Thoresen (Vikingstad, Myrvold) (PP) | 4–2               |                                  |              |                              |
| 41:08 – Holtet (Bastiansen, Ask) | 5–2               |                                  |              |                              |
| | 5–3               | 43:43 – Hansen (D. Nielsen) (PP) |              |                              |
| 59:18 – Vikingstad (Trygg) | 6–3               |                                  |              |                              |

| 2006. május 9. 20:15 | Kanada | 2–1 (0–1, 1–0, 1–0) | Egyesült Államok | Skonto Arena, Riga Nézőszám: 4553 |

| Jegyzőkönyv | Jegyzőkönyv | Jegyzőkönyv                       | Jegyzőkönyv      | Jegyzőkönyv               |
| --- | ----------- | --------------------------------- | ---------------- | ------------------------- |
| | Alex Auld   | Kapusok                           | Jason Bacashihua | Játékvezető: Jari Levonen |
| \| \| 0–1 \| 13:53 – Kessel (Slater, Stafford) \| \| 29:01 – Crosby (Bergeron) \| 1–1 \| \| \| 47:44 – Shanahan (Cammalleri, Williams) (PP) \| 2–1 \| \| |             |                                   |                  | Játékvezető: Jari Levonen |
| 16 perc | Büntetések  | 18 perc                           |                  | Játékvezető: Jari Levonen |
| 30 | Lövések     | 19                                |                  | Játékvezető: Jari Levonen |
| | 0–1         | 13:53 – Kessel (Slater, Stafford) |                  | Játékvezető: Jari Levonen |
| 29:01 – Crosby (Bergeron) | 1–1         |                                   |                  | Játékvezető: Jari Levonen |
| 47:44 – Shanahan (Cammalleri, Williams) (PP) | 2–1         |                                   |                  | Játékvezető: Jari Levonen |

## Középdöntő
A középdöntő két csoportjába az A és B csoport első három, illetve a C és D csoport első három helyezettje került. Körmérkőzést játszottak a csapatok, de az azonos csoportból érkezők egymással nem, esetükben a már lejátszott egymás elleni eredményüket számították be.
A két csoport első négy helyezettje jutott be az egyenes kieséses szakaszba.
| Jelmagyarázat                           |
| --------------------------------------- |
| Bejutott az egyenes kieséses szakaszba. |
| Kiesett.                                |

### E csoport
| Csapat           | M | Gy | D | V | G+ | G- | Gk  | P |
| ---------------- | - | -- | - | - | -- | -- | --- | - |
| Kanada           | 5 | 4  | 0 | 1 | 28 | 10 | +18 | 8 |
| Finnország       | 5 | 3  | 1 | 1 | 17 | 7  | +10 | 7 |
| Egyesült Államok | 5 | 3  | 0 | 2 | 11 | 10 | +1  | 6 |
| Csehország       | 5 | 2  | 2 | 1 | 14 | 12 | +2  | 6 |
| Lettország       | 5 | 1  | 1 | 3 | 7  | 23 | –16 | 3 |
| Norvégia         | 5 | 0  | 0 | 5 | 5  | 20 | –15 | 0 |

| 2006. május 11. 20:15 | Kanada | 11–0 (4–0, 1–0, 6–0) | Lettország | Arena Riga, Riga Nézőszám: 8389 |

| Jegyzőkönyv | Jegyzőkönyv | Jegyzőkönyv | Jegyzőkönyv                     | Jegyzőkönyv              |
| --- | ----------- | ----------- | ------------------------------- | ------------------------ |
| | Marc Denis  | Kapusok     | Sergejs Naumovs Martins Raitums | Játékvezető: Rick Looker |
| \| 5:41 – Williams (Stuart) (PP) \| 1–0 \| \| \| 8:49 – Crosby (Williams) (PP2) \| 2–0 \| \| \| 14:40 – Boyes (Williams) (PP) \| 3–0 \| \| \| 17:43 – Bergeron (Boyes, Crosby) (PP) \| 4–0 \| \| \| 25:58 – Shanahan (Williams, Cammalleri) (PP) \| 5–0 \| \| \| 40:24 – Carter (Calder, Schultz) \| 6–0 \| \| \| 41:18 – Pettinger (Daley, Metropolit) (PP2) \| 7–0 \| \| \| 42:24 – Richards (Stuart, Carter) (PP) \| 8–0 \| \| \| 45:59 – Calder (PP) \| 9–0 \| \| \| 46:31 – Calder (Hamhuis, Richards) \| 10–0 \| \| \| 50:17 – Hartnell (Metropolit) (PP) \| 11–0 \| \| |             |             |                                 | Játékvezető: Rick Looker |
| 16 perc | Büntetések  | 32 perc     |                                 | Játékvezető: Rick Looker |
| 40 | Lövések     | 26          |                                 | Játékvezető: Rick Looker |
| 5:41 – Williams (Stuart) (PP) | 1–0         |             |                                 | Játékvezető: Rick Looker |
| 8:49 – Crosby (Williams) (PP2) | 2–0         |             |                                 | Játékvezető: Rick Looker |
| 14:40 – Boyes (Williams) (PP) | 3–0         |             |                                 | Játékvezető: Rick Looker |
| 17:43 – Bergeron (Boyes, Crosby) (PP) | 4–0         |             |                                 |                          |
| 25:58 – Shanahan (Williams, Cammalleri) (PP) | 5–0         |             |                                 |                          |
| 40:24 – Carter (Calder, Schultz) | 6–0         |             |                                 |                          |
| 41:18 – Pettinger (Daley, Metropolit) (PP2) | 7–0         |             |                                 |                          |
| 42:24 – Richards (Stuart, Carter) (PP) | 8–0         |             |                                 |                          |
| 45:59 – Calder (PP) | 9–0         |             |                                 |                          |
| 46:31 – Calder (Hamhuis, Richards) | 10–0        |             |                                 |                          |
| 50:17 – Hartnell (Metropolit) (PP) | 11–0        |             |                                 |                          |

| 2006. május 12. 16:15 | Csehország | 3–1 (0–1, 2–0, 1–0) | Norvégia | Arena Riga, Riga Nézőszám: 7004 |

| Jegyzőkönyv | Jegyzőkönyv    | Jegyzőkönyv               | Jegyzőkönyv       | Jegyzőkönyv                     |
| --- | -------------- | ------------------------- | ----------------- | ------------------------------- |
| | Milan Hnilička | Kapusok                   | Mathias Gundersen | Játékvezető: Alexander Poliakov |
| \| \| 0–1 \| 12:21 – Ask (Hansen) (PP) \| \| 27:21 – Hlaváč (Škoula, Richter) \| 1–1 \| \| \| 38:31 – Balaštík (Richter) \| 2–1 \| \| \| 58:26 – Tenkrát (Hlinka) \| 3–1 \| \| |                |                           |                   | Játékvezető: Alexander Poliakov |
| 10 perc | Büntetések     | 10 perc                   |                   | Játékvezető: Alexander Poliakov |
| 42 | Lövések        | 21                        |                   | Játékvezető: Alexander Poliakov |
| | 0–1            | 12:21 – Ask (Hansen) (PP) |                   | Játékvezető: Alexander Poliakov |
| 27:21 – Hlaváč (Škoula, Richter) | 1–1            |                           |                   | Játékvezető: Alexander Poliakov |
| 38:31 – Balaštík (Richter) | 2–1            |                           |                   | Játékvezető: Alexander Poliakov |
| 58:26 – Tenkrát (Hlinka) | 3–1            |                           |                   |                                 |

| 2006. május 12. 20:15 | Finnország | 4–0 (1–0, 2–0, 1–0) | Egyesült Államok | Arena Riga, Riga Nézőszám: 7379 |

| Jegyzőkönyv | Jegyzőkönyv       | Jegyzőkönyv | Jegyzőkönyv    | Jegyzőkönyv              |
| --- | ----------------- | ----------- | -------------- | ------------------------ |
| | Antero Niittymäki | Kapusok     | Craig Anderson | Játékvezető: Milan Minar |
| \| 11:13 – Koivu (Luoma, Jokinen) \| 1–0 \| \| \| 26:01 – Bergenheim (Ruutu, Hahl) \| 2–0 \| \| \| 32:44 – Nummelin (Koivu) (PP2) \| 3–0 \| \| \| 54:27 – Kukkonen (Hahl) \| 4–0 \| \| |                   |             |                | Játékvezető: Milan Minar |
| 14 perc | Büntetések        | 14 perc     |                | Játékvezető: Milan Minar |
| 33 | Lövések           | 24          |                | Játékvezető: Milan Minar |
| 11:13 – Koivu (Luoma, Jokinen) | 1–0               |             |                | Játékvezető: Milan Minar |
| 26:01 – Bergenheim (Ruutu, Hahl) | 2–0               |             |                | Játékvezető: Milan Minar |
| 32:44 – Nummelin (Koivu) (PP2) | 3–0               |             |                | Játékvezető: Milan Minar |
| 54:27 – Kukkonen (Hahl) | 4–0               |             |                |                          |

| 2006. május 13. 20:15 | Egyesült Államok | 4–2 (0–0, 2–1, 2–1) | Lettország | Arena Riga, Riga Nézőszám: 9083 |

| Jegyzőkönyv | Jegyzőkönyv    | Jegyzőkönyv                        | Jegyzőkönyv     | Jegyzőkönyv              |
| --- | -------------- | ---------------------------------- | --------------- | ------------------------ |
| | Craig Anderson | Kapusok                            | Sergejs Naumovs | Játékvezető: Peter Jonak |
| \| 20:59 – Malone (Cullen, Brown) \| 1–0 \| \| \| \| 1–1 \| 22:12 – Dārziņš \| \| 34:19 – Brown (Kessel) (PP) \| 2–1 \| \| \| \| 2–2 \| 41:00 – Semjonovs (Daugaviņš) (PP) \| \| 42:27 – Patrick O'Sullivan (Cullen) (PP) \| 3–2 \| \| \| 49:50 – Suter (PP) \| 4–2 \| \| |                |                                    |                 | Játékvezető: Peter Jonak |
| 24 perc | Büntetések     | 22 perc                            |                 | Játékvezető: Peter Jonak |
| 27 | Lövések        | 24                                 |                 | Játékvezető: Peter Jonak |
| 20:59 – Malone (Cullen, Brown) | 1–0            |                                    |                 | Játékvezető: Peter Jonak |
| | 1–1            | 22:12 – Dārziņš                    |                 | Játékvezető: Peter Jonak |
| 34:19 – Brown (Kessel) (PP) | 2–1            |                                    |                 | Játékvezető: Peter Jonak |
| | 2–2            | 41:00 – Semjonovs (Daugaviņš) (PP) |                 |                          |
| 42:27 – Patrick O'Sullivan (Cullen) (PP) | 3–2            |                                    |                 |                          |
| 49:50 – Suter (PP) | 4–2            |                                    |                 |                          |

| 2006. május 14. 16:15 | Norvégia | 0–3 (0–1, 0–1, 0–1) | Finnország | Arena Riga, Riga Nézőszám: 7345 |

| Jegyzőkönyv | Jegyzőkönyv       | Jegyzőkönyv                       | Jegyzőkönyv     | Jegyzőkönyv              |
| --- | ----------------- | --------------------------------- | --------------- | ------------------------ |
| | Mathias Gundersen | Kapusok                           | Fredrik Norrena | Játékvezető: Peter Jonak |
| \| \| 0–1 \| 9:35 – Hentunen (Pirnes, Kallio) \| \| \| 0–2 \| 33:30 – Jokinen (Nummelin) (PP) \| \| \| 0–3 \| 55:58 – Pirnes (Hentunen, Kallio) \| |                   |                                   |                 | Játékvezető: Peter Jonak |
| 14 perc | Büntetések        | 12 perc                           |                 | Játékvezető: Peter Jonak |
| 18 | Lövések           | 40                                |                 | Játékvezető: Peter Jonak |
| | 0–1               | 9:35 – Hentunen (Pirnes, Kallio)  |                 | Játékvezető: Peter Jonak |
| | 0–2               | 33:30 – Jokinen (Nummelin) (PP)   |                 | Játékvezető: Peter Jonak |
| | 0–3               | 55:58 – Pirnes (Hentunen, Kallio) |                 | Játékvezető: Peter Jonak |

| 2006. május 14. 20:15 | Kanada | 4–6 (1–3, 2–1, 1–2) | Csehország | Arena Riga, Riga Nézőszám: 7474 |

| Jegyzőkönyv | Jegyzőkönyv | Jegyzőkönyv               | Jegyzőkönyv    | Jegyzőkönyv                  |
| --- | ----------- | ------------------------- | -------------- | ---------------------------- |
| | Alex Auld   | Kapusok                   | Milan Hnilička | Játékvezető: Richard Schuetz |
| \| \| 0–1 \| 6:34 – Hubáček (Hlinka) \| \| \| 0–2 \| 8:06 – Výborný \| \| \| 0–3 \| 13:30 – Plekanec (Irgl) \| \| 15:44 – Robidas \| 1–3 \| \| \| 21:51 – Richards (Calder) \| 2–3 \| \| \| 31:26 – Hamhuis (Boyes, Crosby) \| 3–3 \| \| \| \| 3–4 \| 35:04 – Irgl \| \| 41:01 – Crosby (Bergeron) \| 4–4 \| \| \| \| 4–5 \| 46:29 – Balaštík (Škoula) \| \| \| 4–6 \| 53:39 – Erat (Výborný) \| |             |                           |                | Játékvezető: Richard Schuetz |
| 8 perc | Büntetések  | 10 perc                   |                | Játékvezető: Richard Schuetz |
| 31 | Lövések     | 40                        |                | Játékvezető: Richard Schuetz |
| | 0–1         | 6:34 – Hubáček (Hlinka)   |                | Játékvezető: Richard Schuetz |
| | 0–2         | 8:06 – Výborný            |                | Játékvezető: Richard Schuetz |
| | 0–3         | 13:30 – Plekanec (Irgl)   |                | Játékvezető: Richard Schuetz |
| 15:44 – Robidas | 1–3         |                           |                |                              |
| 21:51 – Richards (Calder) | 2–3         |                           |                |                              |
| 31:26 – Hamhuis (Boyes, Crosby) | 3–3         |                           |                |                              |
| | 3–4         | 35:04 – Irgl              |                |                              |
| 41:01 – Crosby (Bergeron) | 4–4         |                           |                |                              |
| | 4–5         | 46:29 – Balaštík (Škoula) |                |                              |
| | 4–6         | 53:39 – Erat (Výborný)    |                |                              |

| 2006. május 15. 20:15 | Finnország | 2–4 (1–2, 0–1, 1–1) | Kanada | Arena Riga, Riga Nézőszám: 7171 |

| Jegyzőkönyv | Jegyzőkönyv                       | Jegyzőkönyv                          | Jegyzőkönyv | Jegyzőkönyv                    |
| --- | --------------------------------- | ------------------------------------ | ----------- | ------------------------------ |
| | Antero Niittymäki Fredrik Norrena | Kapusok                              | Marc Denis  | Játékvezető: Marcus Vinnerborg |
| \| \| 0–1 \| 5:58 – Bergeron (Boyes, Crosby) (PP) \| \| \| 0–2 \| 16:57 – Carter (SH) \| \| 18:15 – Koivu (Saravo) \| 1–2 \| \| \| \| 1–3 \| 26:33 – Carter (SH) \| \| 50:46 – Nummelin (Luoma, Koivu) (PP) \| 2–3 \| \| \| \| 2–4 \| 51:36 – Boyes (Crosby, Bergeron) \| |                                   |                                      |             | Játékvezető: Marcus Vinnerborg |
| 24 perc | Büntetések                        | 16 perc                              |             | Játékvezető: Marcus Vinnerborg |
| 40 | Lövések                           | 25                                   |             | Játékvezető: Marcus Vinnerborg |
| | 0–1                               | 5:58 – Bergeron (Boyes, Crosby) (PP) |             | Játékvezető: Marcus Vinnerborg |
| | 0–2                               | 16:57 – Carter (SH)                  |             | Játékvezető: Marcus Vinnerborg |
| 18:15 – Koivu (Saravo) | 1–2                               |                                      |             | Játékvezető: Marcus Vinnerborg |
| | 1–3                               | 26:33 – Carter (SH)                  |             |                                |
| 50:46 – Nummelin (Luoma, Koivu) (PP) | 2–3                               |                                      |             |                                |
| | 2–4                               | 51:36 – Boyes (Crosby, Bergeron)     |             |                                |

| 2006. május 16. 15:15 | Csehország | 1–3 (0–2, 1–0, 0–1) | Egyesült Államok | Arena Riga, Riga Nézőszám: 7441 |

| Jegyzőkönyv | Jegyzőkönyv    | Jegyzőkönyv                    | Jegyzőkönyv      | Jegyzőkönyv                     |
| --- | -------------- | ------------------------------ | ---------------- | ------------------------------- |
| | Milan Hnilička | Kapusok                        | Jason Bacashihua | Játékvezető: Alexander Poliakov |
| \| \| 0–1 \| 13:03 – Malone \| \| \| 0–2 \| 19:43 – Cullen (Park, Hilbert) \| \| 27:25 – Michálek (Erat, Výborný) \| 1–2 \| \| \| \| 1–3 \| 47:25 – Brown (Malone) \| |                |                                |                  | Játékvezető: Alexander Poliakov |
| 6 perc | Büntetések     | 6 perc                         |                  | Játékvezető: Alexander Poliakov |
| 26 | Lövések        | 27                             |                  | Játékvezető: Alexander Poliakov |
| | 0–1            | 13:03 – Malone                 |                  | Játékvezető: Alexander Poliakov |
| | 0–2            | 19:43 – Cullen (Park, Hilbert) |                  | Játékvezető: Alexander Poliakov |
| 27:25 – Michálek (Erat, Výborný) | 1–2            |                                |                  | Játékvezető: Alexander Poliakov |
| | 1–3            | 47:25 – Brown (Malone)         |                  |                                 |

| 2006. május 16. 19:15 | Lettország | 4–2 (2–0, 1–1, 1–1) | Norvégia | Arena Riga, Riga Nézőszám: 9173 |

| Jegyzőkönyv | Jegyzőkönyv     | Jegyzőkönyv                                | Jegyzőkönyv       | Jegyzőkönyv              |
| --- | --------------- | ------------------------------------------ | ----------------- | ------------------------ |
| | Sergejs Naumovs | Kapusok                                    | Mathias Gundersen | Játékvezető: Milan Minar |
| \| 6:44 – Reķis (Cipulis) (PP) \| 1–0 \| \| \| 8:34 – Blinovs (Širokovs) \| 2–0 \| \| \| \| 2–1 \| 30:58 – Skrøder (Vikingstad, Myrvold) (PP) \| \| 36:02 – Dārziņš (Rēdlihs) \| 3–1 \| \| \| 53:16 – Semjonovs (Tambijevs) (PP) \| 4–1 \| \| \| \| 4–2 \| 59:34 – Nygard (Jakobsen) \| |                 |                                            |                   | Játékvezető: Milan Minar |
| 12 perc | Büntetések      | 18 perc                                    |                   | Játékvezető: Milan Minar |
| 25 | Lövések         | 18                                         |                   | Játékvezető: Milan Minar |
| 6:44 – Reķis (Cipulis) (PP) | 1–0             |                                            |                   | Játékvezető: Milan Minar |
| 8:34 – Blinovs (Širokovs) | 2–0             |                                            |                   | Játékvezető: Milan Minar |
| | 2–1             | 30:58 – Skrøder (Vikingstad, Myrvold) (PP) |                   | Játékvezető: Milan Minar |
| 36:02 – Dārziņš (Rēdlihs) | 3–1             |                                            |                   |                          |
| 53:16 – Semjonovs (Tambijevs) (PP) | 4–1             |                                            |                   |                          |
| | 4–2             | 59:34 – Nygard (Jakobsen)                  |                   |                          |

### F csoport
| Csapat           | M | Gy | D | V | G+ | G- | Gk  | P |
| ---------------- | - | -- | - | - | -- | -- | --- | - |
| Oroszország      | 5 | 4  | 1 | 0 | 22 | 11 | +11 | 9 |
| Svédország       | 5 | 2  | 2 | 1 | 17 | 15 | +2  | 6 |
| Fehéroroszország | 5 | 3  | 0 | 2 | 16 | 10 | +6  | 6 |
| Szlovákia        | 5 | 2  | 1 | 2 | 19 | 10 | +9  | 5 |
| Svájc            | 5 | 1  | 2 | 2 | 12 | 15 | –3  | 4 |
| Ukrajna          | 5 | 0  | 0 | 5 | 4  | 29 | –25 | 0 |

| 2006. május 11. 16:15 | Oroszország | 6–0 (1–0, 0–0, 5–0) | Ukrajna | Arena Riga, Riga Nézőszám: 6963 |

| Jegyzőkönyv | Jegyzőkönyv                       | Jegyzőkönyv | Jegyzőkönyv   | Jegyzőkönyv                  |
| --- | --------------------------------- | ----------- | ------------- | ---------------------------- |
| | Sergei Zvyagin Alexander Fomichev | Kapusok     | Igor Karpenko | Játékvezető: Richard Schuetz |
| \| 16:06 – Sushinski (Ovecskin, Kulyash) (PP) \| 1–0 \| \| \| 41:03 – Sushinski (Ovecskin, Malkin) (PP) \| 2–0 \| \| \| 46:06 – Ovecskin (Kruchinin, Sushinski) \| 3–0 \| \| \| 48:19 – Kulyash (Nikulin) (PP2) \| 4–0 \| \| \| 53:47 – Mozyakin (Misharin) \| 5–0 \| \| \| 57:03 – Grigorenko (Mozyakin, Gorovikov) (PP) \| 6–0 \| \| |                                   |             |               | Játékvezető: Richard Schuetz |
| 8 perc | Büntetések                        | 41 perc     |               | Játékvezető: Richard Schuetz |
| 50 | Lövések                           | 25          |               | Játékvezető: Richard Schuetz |
| 16:06 – Sushinski (Ovecskin, Kulyash) (PP) | 1–0                               |             |               | Játékvezető: Richard Schuetz |
| 41:03 – Sushinski (Ovecskin, Malkin) (PP) | 2–0                               |             |               | Játékvezető: Richard Schuetz |
| 46:06 – Ovecskin (Kruchinin, Sushinski) | 3–0                               |             |               | Játékvezető: Richard Schuetz |
| 48:19 – Kulyash (Nikulin) (PP2) | 4–0                               |             |               |                              |
| 53:47 – Mozyakin (Misharin) | 5–0                               |             |               |                              |
| 57:03 – Grigorenko (Mozyakin, Gorovikov) (PP) | 6–0                               |             |               |                              |

| 2006. május 12. 16:15 | Svájc | 2–2 (0–1, 0–1, 2–0) | Szlovákia | Skonto Arena, Riga Nézőszám: 2325 |

| Jegyzőkönyv | Jegyzőkönyv     | Jegyzőkönyv                             | Jegyzőkönyv  | Jegyzőkönyv               |
| --- | --------------- | --------------------------------------- | ------------ | ------------------------- |
| | David Aebischer | Kapusok                                 | Karol Križan | Játékvezető: Chris Savage |
| \| \| 0–1 \| 14:18 – Cibák \| \| \| 0–2 \| 31:33 – Milo (Pavlikovsky, Surový) (PP) \| \| 49:50 – Reichert (Plüss) (PP) \| 1–2 \| \| \| 58:04 – Jeannin (Bezina) \| 2–2 \| \| |                 |                                         |              | Játékvezető: Chris Savage |
| 37 perc | Büntetések      | 14 perc                                 |              | Játékvezető: Chris Savage |
| 19 | Lövések         | 15                                      |              | Játékvezető: Chris Savage |
| | 0–1             | 14:18 – Cibák                           |              | Játékvezető: Chris Savage |
| | 0–2             | 31:33 – Milo (Pavlikovsky, Surový) (PP) |              | Játékvezető: Chris Savage |
| 49:50 – Reichert (Plüss) (PP) | 1–2             |                                         |              | Játékvezető: Chris Savage |
| 58:04 – Jeannin (Bezina) | 2–2             |                                         |              |                           |

| 2006. május 12. 20:15 | Svédország | 4–1 (4–0, 0–0, 0–1) | Fehéroroszország | Skonto Arena, Riga Nézőszám: 2209 |

| Jegyzőkönyv | Jegyzőkönyv     | Jegyzőkönyv                           | Jegyzőkönyv     | Jegyzőkönyv               |
| --- | --------------- | ------------------------------------- | --------------- | ------------------------- |
| | Johan Holmqvist | Kapusok                               | Sergei Shabanov | Játékvezető: Jari Levonen |
| \| 4:16 – Nylander (Zetterberg, Johansson) (PP) \| 1–0 \| \| \| 7:18 – Nordquist (Timander, Jönsson) \| 2–0 \| \| \| 16:40 – Johansson (Franzén) \| 3–0 \| \| \| 18:58 – Hållberg (Samuelsson, Timander) \| 4–0 \| \| \| \| 4–1 \| 49:14 – Zadelenov (Meleshko, Chupris) \| |                 |                                       |                 | Játékvezető: Jari Levonen |
| 24 perc | Büntetések      | 22 perc                               |                 | Játékvezető: Jari Levonen |
| 42 | Lövések         | 23                                    |                 | Játékvezető: Jari Levonen |
| 4:16 – Nylander (Zetterberg, Johansson) (PP) | 1–0             |                                       |                 | Játékvezető: Jari Levonen |
| 7:18 – Nordquist (Timander, Jönsson) | 2–0             |                                       |                 | Játékvezető: Jari Levonen |
| 16:40 – Johansson (Franzén) | 3–0             |                                       |                 | Játékvezető: Jari Levonen |
| 18:58 – Hållberg (Samuelsson, Timander) | 4–0             |                                       |                 |                           |
| | 4–1             | 49:14 – Zadelenov (Meleshko, Chupris) |                 |                           |

| 2006. május 13. 20:15 | Fehéroroszország | 9–1 (1–0, 3–1, 5–0) | Ukrajna | Skonto Arena, Riga Nézőszám: 2732 |

| Jegyzőkönyv | Jegyzőkönyv  | Jegyzőkönyv                 | Jegyzőkönyv   | Jegyzőkönyv                  |
| --- | ------------ | --------------------------- | ------------- | ---------------------------- |
| | Andrei Mezin | Kapusok                     | Igor Karpenko | Játékvezető: Richard Schuetz |
| \| 10:36 – Grabovski (Skabelka) (PP) \| 1–0 \| \| \| 22:11 – Kostyuchenok (Grabovski, Kostitsyn) (PP) \| 2–0 \| \| \| 22:37 – Antonenko (Skabelka, Zadelenov) \| 3–0 \| \| \| 35:47 – Grabovski (Kostitsyn, Zadelenov) (PP) \| 4–0 \| \| \| \| 4–1 \| 39:47 – Gunko (Bobrovnikov) \| \| 45:06 – Dudik (Skabelka) \| 5–1 \| \| \| 46:17 – Skabelka (Antonenko) (PP2) \| 6–1 \| \| \| 56:40 – Kopat (Zadelenov, Skabelka) \| 7–1 \| \| \| 57:26 – Grabovski (Kostitsyn) \| 8–1 \| \| \| 57:48 – Dudik (Mikhalev) (PP) \| 9–1 \| \| |              |                             |               | Játékvezető: Richard Schuetz |
| 14 perc | Büntetések   | 38 perc                     |               | Játékvezető: Richard Schuetz |
| 39 | Lövések      | 32                          |               | Játékvezető: Richard Schuetz |
| 10:36 – Grabovski (Skabelka) (PP) | 1–0          |                             |               | Játékvezető: Richard Schuetz |
| 22:11 – Kostyuchenok (Grabovski, Kostitsyn) (PP) | 2–0          |                             |               | Játékvezető: Richard Schuetz |
| 22:37 – Antonenko (Skabelka, Zadelenov) | 3–0          |                             |               | Játékvezető: Richard Schuetz |
| 35:47 – Grabovski (Kostitsyn, Zadelenov) (PP) | 4–0          |                             |               |                              |
| | 4–1          | 39:47 – Gunko (Bobrovnikov) |               |                              |
| 45:06 – Dudik (Skabelka) | 5–1          |                             |               |                              |
| 46:17 – Skabelka (Antonenko) (PP2) | 6–1          |                             |               |                              |
| 56:40 – Kopat (Zadelenov, Skabelka) | 7–1          |                             |               |                              |
| 57:26 – Grabovski (Kostitsyn) | 8–1          |                             |               |                              |
| 57:48 – Dudik (Mikhalev) (PP) | 9–1          |                             |               |                              |

| 2006. május 14. 16:15 | Oroszország | 6–3 (1–0, 1–2, 4–1) | Svájc | Skonto Arena, Riga Nézőszám: 3729 |

| Jegyzőkönyv | Jegyzőkönyv    | Jegyzőkönyv                                  | Jegyzőkönyv     | Jegyzőkönyv              |
| --- | -------------- | -------------------------------------------- | --------------- | ------------------------ |
| | Sergey Zvyagin | Kapusok                                      | David Aebischer | Játékvezető: Milan Minar |
| \| 13:55 – Zaripov (Kulemin, Sushinski) \| 1–0 \| \| \| 22:26 – Arkhipov (Mikhnov, Szjomin) \| 2–0 \| \| \| \| 2–1 \| 22:36 – Paterlini (Ambühl, Reichert) \| \| \| 2–2 \| 32:33 – Forster (Wirz, Déruns) \| \| 40:51 – Bykov (Zaripov, Sushinski) (PP) \| 3–2 \| \| \| 42:38 – Nikulin (Mikhnov, Arkhipov) (PP) \| 4–2 \| \| \| \| 4–3 \| 45:17 – Bezina (Streit, Blindenbacher) (PP2) \| \| 57:25 – Kulemin \| 5–3 \| \| \| 59:45 – Malkin (Atyushov) \| 6–3 \| \| |                |                                              |                 | Játékvezető: Milan Minar |
| 14 perc | Büntetések     | 14 perc                                      |                 | Játékvezető: Milan Minar |
| 31 | Lövések        | 25                                           |                 | Játékvezető: Milan Minar |
| 13:55 – Zaripov (Kulemin, Sushinski) | 1–0            |                                              |                 | Játékvezető: Milan Minar |
| 22:26 – Arkhipov (Mikhnov, Szjomin) | 2–0            |                                              |                 | Játékvezető: Milan Minar |
| | 2–1            | 22:36 – Paterlini (Ambühl, Reichert)         |                 | Játékvezető: Milan Minar |
| | 2–2            | 32:33 – Forster (Wirz, Déruns)               |                 |                          |
| 40:51 – Bykov (Zaripov, Sushinski) (PP) | 3–2            |                                              |                 |                          |
| 42:38 – Nikulin (Mikhnov, Arkhipov) (PP) | 4–2            |                                              |                 |                          |
| | 4–3            | 45:17 – Bezina (Streit, Blindenbacher) (PP2) |                 |                          |
| 57:25 – Kulemin | 5–3            |                                              |                 |                          |
| 59:45 – Malkin (Atyushov) | 6–3            |                                              |                 |                          |

| 2006. május 14. 20:15 | Szlovákia | 5–2 (2–0, 2–2, 1–0) | Svédország | Skonto Arena, Riga Nézőszám: 2882 |

| Jegyzőkönyv | Jegyzőkönyv  | Jegyzőkönyv                              | Jegyzőkönyv       | Jegyzőkönyv               |
| --- | ------------ | ---------------------------------------- | ----------------- | ------------------------- |
| | Karol Križan | Kapusok                                  | Daniel Henriksson | Játékvezető: David Hansen |
| \| 1:45 – Marián Hossa (Pavlikovsky, Marcel Hossa) \| 1–0 \| \| \| 8:57 – Cibák (Jurčina, Marián Hossa) (PP) \| 2–0 \| \| \| 21:57 – Vydarený (Čiernik, Milo) (PP) \| 3–0 \| \| \| \| 3–1 \| 22:20 – Johansson (Mattsson, Zetterberg) \| \| \| 3–2 \| 23:29 – Karlsson (Emvall, Mattson) (PP) \| \| 26:22 – Marcel Hossa (Marián Hossa, Pavlikovsky) (PP) \| 4–2 \| \| \| 46:33 – Kollar (Milo) (SH) \| 5–2 \| \| |              |                                          |                   | Játékvezető: David Hansen |
| 16 perc | Büntetések   | 14 perc                                  |                   | Játékvezető: David Hansen |
| 21 | Lövések      | 36                                       |                   | Játékvezető: David Hansen |
| 1:45 – Marián Hossa (Pavlikovsky, Marcel Hossa) | 1–0          |                                          |                   | Játékvezető: David Hansen |
| 8:57 – Cibák (Jurčina, Marián Hossa) (PP) | 2–0          |                                          |                   | Játékvezető: David Hansen |
| 21:57 – Vydarený (Čiernik, Milo) (PP) | 3–0          |                                          |                   | Játékvezető: David Hansen |
| | 3–1          | 22:20 – Johansson (Mattsson, Zetterberg) |                   |                           |
| | 3–2          | 23:29 – Karlsson (Emvall, Mattson) (PP)  |                   |                           |
| 26:22 – Marcel Hossa (Marián Hossa, Pavlikovsky) (PP) | 4–2          |                                          |                   |                           |
| 46:33 – Kollar (Milo) (SH) | 5–2          |                                          |                   |                           |

| 2006. május 15. 20:15 | Svédország | 3–3 (1–2, 2–0, 0–1) | Oroszország | Skonto Arena, Riga Nézőszám: 3983 |

| Jegyzőkönyv | Jegyzőkönyv     | Jegyzőkönyv                             | Jegyzőkönyv      | Jegyzőkönyv               |
| --- | --------------- | --------------------------------------- | ---------------- | ------------------------- |
| | Johan Holmqvist | Kapusok                                 | Makszim Szokolov | Játékvezető: Chris Savage |
| \| \| 0–1 \| 1:22 – Ovecskin (Kulemin, Malkin) \| \| 7:33 – Samuelsson (K. Jönsson, Nylander) (PP) \| 1–1 \| \| \| \| 1–2 \| 11:28 – Mikhnov (Zhukov, Arkhipov) (PP) \| \| 20:14 – Samuelsson (K. Jönsson) (PP) \| 2–2 \| \| \| 22:58 – J. Jönsson (Hållberg, Samuelsson) \| 3–2 \| \| \| \| 3–3 \| 55:47 – Mikhnov (Szjomin, Khomitsky) \| |                 |                                         |                  | Játékvezető: Chris Savage |
| 16 perc | Büntetések      | 18 perc                                 |                  | Játékvezető: Chris Savage |
| 29 | Lövések         | 24                                      |                  | Játékvezető: Chris Savage |
| | 0–1             | 1:22 – Ovecskin (Kulemin, Malkin)       |                  | Játékvezető: Chris Savage |
| 7:33 – Samuelsson (K. Jönsson, Nylander) (PP) | 1–1             |                                         |                  | Játékvezető: Chris Savage |
| | 1–2             | 11:28 – Mikhnov (Zhukov, Arkhipov) (PP) |                  | Játékvezető: Chris Savage |
| 20:14 – Samuelsson (K. Jönsson) (PP) | 2–2             |                                         |                  |                           |
| 22:58 – J. Jönsson (Hållberg, Samuelsson) | 3–2             |                                         |                  |                           |
| | 3–3             | 55:47 – Mikhnov (Szjomin, Khomitsky)    |                  |                           |

| 2006. május 16. 15:15 | Svájc | 1–2 (0–1, 0–1, 1–0) | Fehéroroszország | Skonto Arena, Riga Nézőszám: 3170 |

| Jegyzőkönyv | Jegyzőkönyv     | Jegyzőkönyv                            | Jegyzőkönyv  | Jegyzőkönyv               |
| --- | --------------- | -------------------------------------- | ------------ | ------------------------- |
| | David Aebischer | Kapusok                                | Andrei Mezin | Játékvezető: David Hansen |
| \| \| 0–1 \| 9:04 – Skabelka (Grabovski) \| \| \| 0–2 \| 29:58 – Zadelenov (Skabelka, Meleshko) \| \| 48:17 – Plüss (Rüthemann) \| 1–2 \| \| |                 |                                        |              | Játékvezető: David Hansen |
| 10 perc | Büntetések      | 10 perc                                |              | Játékvezető: David Hansen |
| 30 | Lövések         | 21                                     |              | Játékvezető: David Hansen |
| | 0–1             | 9:04 – Skabelka (Grabovski)            |              | Játékvezető: David Hansen |
| | 0–2             | 29:58 – Zadelenov (Skabelka, Meleshko) |              | Játékvezető: David Hansen |
| 48:17 – Plüss (Rüthemann) | 1–2             |                                        |              | Játékvezető: David Hansen |

| 2006. május 16. 19:15 | Ukrajna | 0–8 (0–1, 0–4, 0–3) | Szlovákia | Skonto Arena, Riga Nézőszám: 2982 |

| Jegyzőkönyv | Jegyzőkönyv   | Jegyzőkönyv                               | Jegyzőkönyv  | Jegyzőkönyv               |
| --- | ------------- | ----------------------------------------- | ------------ | ------------------------- |
| | Igor Karpenko | Kapusok                                   | Karol Križan | Játékvezető: Jari Levonen |
| \| \| 0–1 \| 12:52 – Kapuš (Čiernik, Bartovič) \| \| \| 0–2 \| 21:36 – Milo (Marcel Hossa, Marián Hossa) \| \| \| 0–3 \| 25:11 – Štrbák (Kapuš, Bartovič) (PP) \| \| \| 0–4 \| 35:46 – Kovacik (Kollar) \| \| \| 0–5 \| 36:58 – Bartovič \| \| \| 0–6 \| 44:25 – Kapuš (Bartovič) \| \| \| 0–7 \| 49:19 – Hudec (Štrbák, Kollar) (PP) \| \| \| 0–8 \| 58:25 – Jurčina (Pavlikovsky) (PP) \| |               |                                           |              | Játékvezető: Jari Levonen |
| 18 perc | Büntetések    | 8 perc                                    |              | Játékvezető: Jari Levonen |
| 10 | Lövések       | 37                                        |              | Játékvezető: Jari Levonen |
| | 0–1           | 12:52 – Kapuš (Čiernik, Bartovič)         |              | Játékvezető: Jari Levonen |
| | 0–2           | 21:36 – Milo (Marcel Hossa, Marián Hossa) |              | Játékvezető: Jari Levonen |
| | 0–3           | 25:11 – Štrbák (Kapuš, Bartovič) (PP)     |              | Játékvezető: Jari Levonen |
| | 0–4           | 35:46 – Kovacik (Kollar)                  |              |                           |
| | 0–5           | 36:58 – Bartovič                          |              |                           |
| | 0–6           | 44:25 – Kapuš (Bartovič)                  |              |                           |
| | 0–7           | 49:19 – Hudec (Štrbák, Kollar) (PP)       |              |                           |
| | 0–8           | 58:25 – Jurčina (Pavlikovsky) (PP)        |              |                           |

## A 13–16. helyért
A csoportkörból kiesők egy csoportban, körmérkőzéseket játszották egymással. A két első helyezett maradt a főcsoportban, a két utolsó kiesett a divízió I-be.

### G csoport
| A 2007-es jégkorong-világbajnokság résztvevője. |
| A 2007-es divízió I-es világbajnokságra került. |

| Csapat      | M | Gy | D | V | G+ | G- | Gk | P |
| ----------- | - | -- | - | - | -- | -- | -- | - |
| Dánia       | 3 | 2  | 1 | 0 | 11 | 5  | +6 | 5 |
| Olaszország | 3 | 1  | 1 | 1 | 6  | 10 | –4 | 3 |
| Kazahsztán  | 3 | 1  | 0 | 2 | 9  | 6  | +3 | 2 |
| Szlovénia   | 3 | 0  | 2 | 1 | 6  | 11 | –5 | 2 |

| 2006. május 12. 12:15 | Szlovénia | 3–3 (0–2, 1–1, 2–0) | Dánia | Arena Riga, Riga Nézőszám: 7666 |

| Jegyzőkönyv | Jegyzőkönyv    | Jegyzőkönyv                                | Jegyzőkönyv  | Jegyzőkönyv               |
| --- | -------------- | ------------------------------------------ | ------------ | ------------------------- |
| | Robert Kristan | Kapusok                                    | Peter Hirsch | Játékvezető: David Hansen |
| \| \| 0–1 \| 1:38 – Dahlmann (Nielsen, Kjaergaard) (PP) \| \| \| 0–2 \| 8:43 – Staal (Green, Damgaard) (PP) \| \| 24:50 – Razingar (Kopitar) (PP) \| 1–2 \| \| \| \| 1–3 \| 25:12 – Staal \| \| 40:23 – Kranjc (Rodman) (PP) \| 2–3 \| \| \| 57:59 – Sotlar (Kopitar, Kranjc) \| 3–3 \| \| |                |                                            |              | Játékvezető: David Hansen |
| 10 perc | Büntetések     | 8 perc                                     |              | Játékvezető: David Hansen |
| 24 | Lövések        | 32                                         |              | Játékvezető: David Hansen |
| | 0–1            | 1:38 – Dahlmann (Nielsen, Kjaergaard) (PP) |              | Játékvezető: David Hansen |
| | 0–2            | 8:43 – Staal (Green, Damgaard) (PP)        |              | Játékvezető: David Hansen |
| 24:50 – Razingar (Kopitar) (PP) | 1–2            |                                            |              | Játékvezető: David Hansen |
| | 1–3            | 25:12 – Staal                              |              |                           |
| 40:23 – Kranjc (Rodman) (PP) | 2–3            |                                            |              |                           |
| 57:59 – Sotlar (Kopitar, Kranjc) | 3–3            |                                            |              |                           |

| 2006. május 12. 12:15 | Olaszország | 3–2 (1–0, 0–2, 2–0) | Kazahsztán | Skonto Arena, Riga Nézőszám: 3193 |

| Jegyzőkönyv | Jegyzőkönyv    | Jegyzőkönyv                                 | Jegyzőkönyv         | Jegyzőkönyv                    |
| --- | -------------- | ------------------------------------------- | ------------------- | ------------------------------ |
| | Jason Muzzatti | Kapusok                                     | Sergey Ogureshnikov | Játékvezető: Marcus Vinnerborg |
| \| 5:30 – Busillo (Borgatello, Cirone) (PP) \| 1–0 \| \| \| \| 1–1 \| 28:24 – Samokhvalov (Litvinenko) (PP) \| \| \| 1–2 \| 33:35 – Zhailauov (Koreshkov, Argokov) (PP) \| \| 44:55 – Busillo (Helfer) \| 2–2 \| \| \| 50:16 – Helfer (Busillo) (PP) \| 3–2 \| \| |                |                                             |                     | Játékvezető: Marcus Vinnerborg |
| 14 perc | Büntetések     | 26 perc                                     |                     | Játékvezető: Marcus Vinnerborg |
| 25 | Lövések        | 37                                          |                     | Játékvezető: Marcus Vinnerborg |
| 5:30 – Busillo (Borgatello, Cirone) (PP) | 1–0            |                                             |                     | Játékvezető: Marcus Vinnerborg |
| | 1–1            | 28:24 – Samokhvalov (Litvinenko) (PP)       |                     | Játékvezető: Marcus Vinnerborg |
| | 1–2            | 33:35 – Zhailauov (Koreshkov, Argokov) (PP) |                     | Játékvezető: Marcus Vinnerborg |
| 44:55 – Busillo (Helfer) | 2–2            |                                             |                     |                                |
| 50:16 – Helfer (Busillo) (PP) | 3–2            |                                             |                     |                                |

| 2006. május 13. 16:15 | Kazahsztán | 5–0 (2–0, 3–0, 0–0) | Szlovénia | Arena Riga, Riga Nézőszám: 7563 |

| Jegyzőkönyv | Jegyzőkönyv         | Jegyzőkönyv | Jegyzőkönyv    | Jegyzőkönyv               |
| --- | ------------------- | ----------- | -------------- | ------------------------- |
| | Sergey Ogureshnikov | Kapusok     | Robert Kristan | Játékvezető: Brent Reiber |
| \| 6:09 – Starchenko (Belyayev) \| 1–0 \| \| \| 7:48 – Pchelyakov (Shafranov) \| 2–0 \| \| \| 27:10 – Litvinenko (Pchelyakov, Blokhin) (PP) \| 3–0 \| \| \| 29:56 – Starchenko (Trockshinskiy, Belyayev) \| 4–0 \| \| \| 32:11 – Krasnoslabotsev (Zarzhitskiy, Spiridonov) \| 5–0 \| \| |                     |             |                | Játékvezető: Brent Reiber |
| 22 perc | Büntetések          | 35 perc     |                | Játékvezető: Brent Reiber |
| 25 | Lövések             | 31          |                | Játékvezető: Brent Reiber |
| 6:09 – Starchenko (Belyayev) | 1–0                 |             |                | Játékvezető: Brent Reiber |
| 7:48 – Pchelyakov (Shafranov) | 2–0                 |             |                | Játékvezető: Brent Reiber |
| 27:10 – Litvinenko (Pchelyakov, Blokhin) (PP) | 3–0                 |             |                | Játékvezető: Brent Reiber |
| 29:56 – Starchenko (Trockshinskiy, Belyayev) | 4–0                 |             |                |                           |
| 32:11 – Krasnoslabotsev (Zarzhitskiy, Spiridonov) | 5–0                 |             |                |                           |

| 2006. május 13. 16:15 | Olaszország | 0–5 (0–1, 0–1, 0–3) | Dánia | Skonto Arena, Riga Nézőszám: 2640 |

| Jegyzőkönyv | Jegyzőkönyv    | Jegyzőkönyv                            | Jegyzőkönyv  | Jegyzőkönyv              |
| --- | -------------- | -------------------------------------- | ------------ | ------------------------ |
| | Jason Muzzatti | Kapusok                                | Peter Hirsch | Játékvezető: Rick Looker |
| \| \| 0–1 \| 4:16 – Boedker \| \| \| 0–2 \| 37:19 – Staal (D. Nielsen, Green) (PP) \| \| \| 0–3 \| 49:46 – F. Nielsen \| \| \| 0–4 \| 55:23 – F. Nielsen (Staal) (PP) \| \| \| 0–5 \| 59:50 – Damgaard (J. Nielsen) (PP2) \| |                |                                        |              | Játékvezető: Rick Looker |
| 69 perc | Büntetések     | 12 perc                                |              | Játékvezető: Rick Looker |
| 15 | Lövések        | 39                                     |              | Játékvezető: Rick Looker |
| | 0–1            | 4:16 – Boedker                         |              | Játékvezető: Rick Looker |
| | 0–2            | 37:19 – Staal (D. Nielsen, Green) (PP) |              | Játékvezető: Rick Looker |
| | 0–3            | 49:46 – F. Nielsen                     |              | Játékvezető: Rick Looker |
| | 0–4            | 55:23 – F. Nielsen (Staal) (PP)        |              |                          |
| | 0–5            | 59:50 – Damgaard (J. Nielsen) (PP2)    |              |                          |

| 2006. május 15. 16:15 | Szlovénia | 3–3 (1–0, 2–1, 0–2) | Olaszország | Arena Riga, Riga Nézőszám: 6574 |

| Jegyzőkönyv | Jegyzőkönyv    | Jegyzőkönyv                               | Jegyzőkönyv                   | Jegyzőkönyv               |
| --- | -------------- | ----------------------------------------- | ----------------------------- | ------------------------- |
| | Robert Kristan | Kapusok                                   | Jason Muzzatti Thomas Tragust | Játékvezető: Brent Reiber |
| \| 5:01 – Kranjc (Rodman, Razingar) (PP) \| 1–0 \| \| \| 22:03 – Kopitar (Kranjc) \| 2–0 \| \| \| 25:25 – Kontrec (Kopitar) \| 3–0 \| \| \| \| 3–1 \| 27:26 – Ansoldi (Margoni, Parco) \| \| \| 3–2 \| 44:35 – Ansoldi \| \| \| 3–3 \| 58:21 – Strazzabosco (de Bettin, Busillo) \| |                |                                           |                               | Játékvezető: Brent Reiber |
| 10 perc | Büntetések     | 10 perc                                   |                               | Játékvezető: Brent Reiber |
| 31 | Lövések        | 30                                        |                               | Játékvezető: Brent Reiber |
| 5:01 – Kranjc (Rodman, Razingar) (PP) | 1–0            |                                           |                               | Játékvezető: Brent Reiber |
| 22:03 – Kopitar (Kranjc) | 2–0            |                                           |                               | Játékvezető: Brent Reiber |
| 25:25 – Kontrec (Kopitar) | 3–0            |                                           |                               | Játékvezető: Brent Reiber |
| | 3–1            | 27:26 – Ansoldi (Margoni, Parco)          |                               |                           |
| | 3–2            | 44:35 – Ansoldi                           |                               |                           |
| | 3–3            | 58:21 – Strazzabosco (de Bettin, Busillo) |                               |                           |

| 2006. május 15. 16:15 | Dánia | 3–2 (1–0, 1–1, 1–1) | Kazahsztán | Skonto Arena, Riga Nézőszám: 2903 |

| Jegyzőkönyv | Jegyzőkönyv  | Jegyzőkönyv                      | Jegyzőkönyv         | Jegyzőkönyv               |
| --- | ------------ | -------------------------------- | ------------------- | ------------------------- |
| | Peter Hirsch | Kapusok                          | Sergey Ogureshnikov | Játékvezető: Jari Levonen |
| \| 13:27 – Kjaergaard (PP) \| 1–0 \| \| \| 34:17 – Hansen (Damgaard) \| 2–0 \| \| \| \| 2–1 \| 36:46 – Pupkov (Spiridonov) (PP) \| \| 57:26 – Damgaard (Green, Nielsen) (PP2) \| 3–1 \| \| \| \| 3–2 \| 59:40 – Argokov (Koreshkov) \| |              |                                  |                     | Játékvezető: Jari Levonen |
| 12 perc | Büntetések   | 14 perc                          |                     | Játékvezető: Jari Levonen |
| 27 | Lövések      | 24                               |                     | Játékvezető: Jari Levonen |
| 13:27 – Kjaergaard (PP) | 1–0          |                                  |                     | Játékvezető: Jari Levonen |
| 34:17 – Hansen (Damgaard) | 2–0          |                                  |                     | Játékvezető: Jari Levonen |
| | 2–1          | 36:46 – Pupkov (Spiridonov) (PP) |                     | Játékvezető: Jari Levonen |
| 57:26 – Damgaard (Green, Nielsen) (PP2) | 3–1          |                                  |                     |                           |
| | 3–2          | 59:40 – Argokov (Koreshkov)      |                     |                           |

## Egyenes kieséses szakasz
|  |              |                  |              |            |   |            |            |           |               |               |               |       |       |
|  | Negyeddöntők | Negyeddöntők     | Negyeddöntők |            |   | Elődöntők  | Elődöntők  | Elődöntők |               |               | Döntő         | Döntő | Döntő |
|  | Negyeddöntők | Negyeddöntők     | Negyeddöntők |            |   | Elődöntők  | Elődöntők  | Elődöntők |               |               | Döntő         | Döntő | Döntő |
|  | május 17.    |                  |              |            |   |            |            |           |               |               |               |       |       |
|  |              |                  |              |            |   |            |            |           |               |               |               |       |       |
|  | E1           | Kanada           | 4            |            |   |            |            |           |               |               |               |       |       |
|  | E1           | Kanada           | 4            | május 20.  |   |            |            |           |               |               |               |       |       |
|  | F4           | Szlovákia        | 1            |            |   |            |            |           |               |               |               |       |       |
|  | F4           | Szlovákia        | 1            |            |   | Kanada     | Kanada     | 4         |               |               |               |       |       |
|  | május 17.    |                  |              |            |   | Kanada     | Kanada     | 4         |               |               |               |       |       |
|  |              |                  | Svédország   | Svédország | 5 |            |            |           |               |               |               |       |       |
|  | F2           | Svédország       | Svédország   | Svédország | 5 | 6          |            |           |               |               |               |       |       |
|  | F2           | Svédország       |              |            |   | 6          | május 21.  |           |               |               |               |       |       |
|  | E3           | Egyesült Államok | 0            |            |   |            |            |           |               |               |               |       |       |
|  | E3           | Egyesült Államok | 0            |            |   | Svédország | Svédország | 4         |               |               |               |       |       |
|  | május 18.    |                  |              |            |   | Svédország | Svédország | 4         |               |               |               |       |       |
|  |              |                  | Csehország   | Csehország | 0 |            |            |           |               |               |               |       |       |
|  | E2           | Finnország       | Csehország   | Csehország | 0 | 3          |            |           |               |               |               |       |       |
|  | E2           | Finnország       | május 20.    |            |   | 3          |            |           |               |               |               |       |       |
|  | F3           | Fehéroroszország | 0            |            |   |            |            |           |               |               |               |       |       |
|  | F3           | Fehéroroszország | 0            |            |   | Finnország | Finnország | 1         | Bronzmérkőzés | Bronzmérkőzés | Bronzmérkőzés |       |       |
|  | május 18.    |                  |              |            |   | Finnország | Finnország | 1         | Bronzmérkőzés | Bronzmérkőzés | Bronzmérkőzés |       |       |
|  |              |                  | Csehország   | Csehország | 3 |            |            | május 21. | május 21.     | május 21.     |               |       |       |
|  | F1           | Oroszország      | Csehország   | Csehország | 3 | 3          |            | május 21. | május 21.     | május 21.     |               |       |       |
|  | F1           | Oroszország      |              |            |   |            |            | Kanada    | Kanada        | 0             |               |       |       |
|  | E4           | Csehország       | 4            |            |   |            |            | Kanada    | Kanada        | 0             |               |       |       |
|  | E4           | Csehország       | 4            |            |   | Finnország | Finnország | 5         |               |               |               |       |       |
|  |              |                  |              |            |   | Finnország | Finnország | 5         |               |               |               |       |       |

### Negyeddöntők
| 2006. május 17. 15:15 | Svédország | 6–0 (2–0, 2–0, 2–0) | Egyesült Államok | Arena Riga, Riga Nézőszám: 2800 |

| Jegyzőkönyv | Jegyzőkönyv     | Jegyzőkönyv | Jegyzőkönyv                     | Jegyzőkönyv               |
| --- | --------------- | ----------- | ------------------------------- | ------------------------- |
| | Johan Holmqvist | Kapusok     | Craig Anderson Jason Bacashihua | Játékvezető: Brent Reiber |
| \| 2:48 – Hannula (Sundin) \| 1–0 \| \| \| 15:40 – Hannula (Kronwall, Jönsson) \| 2–0 \| \| \| 25:51 – Samuelsson (Nylander) \| 3–0 \| \| \| 35:34 – Jönsson (Nylander, Samuelsson) (PP) \| 4–0 \| \| \| 48:41 – Hannula (Nordquist) \| 5–0 \| \| \| 58:36 – Karlsson (Mårtensson, Kronwall) (PP) \| 6–0 \| \| |                 |             |                                 | Játékvezető: Brent Reiber |
| 10 perc | Büntetések      | 14 perc     |                                 | Játékvezető: Brent Reiber |
| 33 | Lövések         | 18          |                                 | Játékvezető: Brent Reiber |
| 2:48 – Hannula (Sundin) | 1–0             |             |                                 | Játékvezető: Brent Reiber |
| 15:40 – Hannula (Kronwall, Jönsson) | 2–0             |             |                                 | Játékvezető: Brent Reiber |
| 25:51 – Samuelsson (Nylander) | 3–0             |             |                                 | Játékvezető: Brent Reiber |
| 35:34 – Jönsson (Nylander, Samuelsson) (PP) | 4–0             |             |                                 |                           |
| 48:41 – Hannula (Nordquist) | 5–0             |             |                                 |                           |
| 58:36 – Karlsson (Mårtensson, Kronwall) (PP) | 6–0             |             |                                 |                           |

| 2006. május 17. 19:15 | Kanada | 4–1 (0–1, 1–0, 3–0) | Szlovákia | Arena Riga, Riga Nézőszám: 7129 |

| Jegyzőkönyv | Jegyzőkönyv | Jegyzőkönyv          | Jegyzőkönyv  | Jegyzőkönyv                     |
| --- | ----------- | -------------------- | ------------ | ------------------------------- |
| | Marc Denis  | Kapusok              | Karol Križan | Játékvezető: Alexander Poliakov |
| \| \| 0–1 \| 17:36 – Milo (Hossa) \| \| 34:35 – Cammalleri (Shanahan) \| 1–1 \| \| \| 52:53 – Bergeron (Hamhuis) \| 2–1 \| \| \| 54:23 – Crosby (Bergeron) \| 3–1 \| \| \| 54:32 – Carter \| 4–1 \| \| |             |                      |              | Játékvezető: Alexander Poliakov |
| 4 perc | Büntetések  | 10 perc              |              | Játékvezető: Alexander Poliakov |
| 42 | Lövések     | 23                   |              | Játékvezető: Alexander Poliakov |
| | 0–1         | 17:36 – Milo (Hossa) |              | Játékvezető: Alexander Poliakov |
| 34:35 – Cammalleri (Shanahan) | 1–1         |                      |              | Játékvezető: Alexander Poliakov |
| 52:53 – Bergeron (Hamhuis) | 2–1         |                      |              | Játékvezető: Alexander Poliakov |
| 54:23 – Crosby (Bergeron) | 3–1         |                      |              |                                 |
| 54:32 – Carter | 4–1         |                      |              |                                 |

| 2006. május 18. 16:15 | Oroszország | 3–4 (h.u.) (1–0, 0–1, 2–2) (h.u.: 0–1) | Csehország | Arena Riga, Riga Nézőszám: 8082 |

| Jegyzőkönyv | Jegyzőkönyv      | Jegyzőkönyv                           | Jegyzőkönyv    | Jegyzőkönyv                    |
| --- | ---------------- | ------------------------------------- | -------------- | ------------------------------ |
| | Makszim Szokolov | Kapusok                               | Milan Hnilička | Játékvezető: Marcus Vinnerborg |
| \| 2:30 – Ovecskin (Malkin, Kulemin) \| 1–0 \| \| \| \| 1–1 \| 25:45 – Kaberle (Výborný, Erat) (PP) \| \| \| 1–2 \| 43:39 – Hlinka (PP) \| \| 45:10 – Mozyakin (Gorovikov) \| 2–2 \| \| \| \| 2–3 \| 47:06 – Štefan (Hlinka, Kaberle) (PP) \| \| 58:55 – Mikhnov (Atyushov, Ovecskin) \| 3–3 \| \| \| \| 3–4 \| 67:58 – Irgl (Výborný) \| |                  |                                       |                | Játékvezető: Marcus Vinnerborg |
| 18 perc | Büntetések       | 16 perc                               |                | Játékvezető: Marcus Vinnerborg |
| 34 | Lövések          | 36                                    |                | Játékvezető: Marcus Vinnerborg |
| 2:30 – Ovecskin (Malkin, Kulemin) | 1–0              |                                       |                | Játékvezető: Marcus Vinnerborg |
| | 1–1              | 25:45 – Kaberle (Výborný, Erat) (PP)  |                | Játékvezető: Marcus Vinnerborg |
| | 1–2              | 43:39 – Hlinka (PP)                   |                | Játékvezető: Marcus Vinnerborg |
| 45:10 – Mozyakin (Gorovikov) | 2–2              |                                       |                |                                |
| | 2–3              | 47:06 – Štefan (Hlinka, Kaberle) (PP) |                |                                |
| 58:55 – Mikhnov (Atyushov, Ovecskin) | 3–3              |                                       |                |                                |
| | 3–4              | 67:58 – Irgl (Výborný)                |                |                                |

| 2006. május 18. 20:15 | Finnország | 3–0 (1–0, 0–0, 2–0) | Fehéroroszország | Arena Riga, Riga Nézőszám: 7164 |

| Jegyzőkönyv | Jegyzőkönyv     | Jegyzőkönyv | Jegyzőkönyv  | Jegyzőkönyv               |
| --- | --------------- | ----------- | ------------ | ------------------------- |
| | Fredrik Norrena | Kapusok     | Andrei Mezin | Játékvezető: Chris Savage |
| \| 9:24 – Hahl (Ruutu, Bergenheim) \| 1–0 \| \| \| 43:58 – Peltonen (Nummelin, Jokinen) \| 2–0 \| \| \| 54:48 – Jokinen (Peltonen, Nummelin) (PP2) \| 3–0 \| \| |                 |             |              | Játékvezető: Chris Savage |
| 14 perc | Büntetések      | 10 perc     |              | Játékvezető: Chris Savage |
| 41 | Lövések         | 20          |              | Játékvezető: Chris Savage |
| 9:24 – Hahl (Ruutu, Bergenheim) | 1–0             |             |              | Játékvezető: Chris Savage |
| 43:58 – Peltonen (Nummelin, Jokinen) | 2–0             |             |              | Játékvezető: Chris Savage |
| 54:48 – Jokinen (Peltonen, Nummelin) (PP2) | 3–0             |             |              | Játékvezető: Chris Savage |

### Elődöntők
| 2006. május 20. 16:15 | Finnország | 1–3 (1–0, 0–1, 0–2) | Csehország | Arena Riga, Riga |

| Jegyzőkönyv | Jegyzőkönyv     | Jegyzőkönyv                    | Jegyzőkönyv    | Jegyzőkönyv                  |
| --- | --------------- | ------------------------------ | -------------- | ---------------------------- |
| | Fredrik Norrena | Kapusok                        | Milan Hnilička | Játékvezető: Richard Schuetz |
| \| 8:03 – Hahl (Ruutu, Nummelin) \| 1–0 \| \| \| \| 1–1 \| 28:26 – Plekanec (Irgl) (SH) \| \| \| 1–2 \| 56:17 – Výborný (Kaberle) (PP) \| \| \| 1–3 \| 59:14 – Hlinka \| |                 |                                |                | Játékvezető: Richard Schuetz |
| 45 perc | Büntetések      | 37 perc                        |                | Játékvezető: Richard Schuetz |
| 34 | Lövések         | 21                             |                | Játékvezető: Richard Schuetz |
| 8:03 – Hahl (Ruutu, Nummelin) | 1–0             |                                |                | Játékvezető: Richard Schuetz |
| | 1–1             | 28:26 – Plekanec (Irgl) (SH)   |                | Játékvezető: Richard Schuetz |
| | 1–2             | 56:17 – Výborný (Kaberle) (PP) |                | Játékvezető: Richard Schuetz |
| | 1–3             | 59:14 – Hlinka                 |                |                              |

| 2006. május 20. 20:15 | Kanada | 4–5 (2–3, 1–2, 1–0) | Svédország | Arena Riga, Riga Nézőszám: 8845 |

| Jegyzőkönyv | Jegyzőkönyv          | Jegyzőkönyv                                | Jegyzőkönyv     | Jegyzőkönyv              |
| --- | -------------------- | ------------------------------------------ | --------------- | ------------------------ |
| | Marc Denis Alex Auld | Kapusok                                    | Johan Holmqvist | Játékvezető: Milan Minar |
| \| \| 0–1 \| 1:27 – Kronwall (Nylander) \| \| \| 0–2 \| 4:11 – Jönsson (Samuelsson, Nylander) (PP) \| \| 8:11 – Calder (Richards) \| 1–2 \| \| \| \| 1–3 \| 11:52 – Mårtensson (Timander) \| \| 16:38 – Comrie (Cammalleri) (PP) \| 2–3 \| \| \| \| 2–4 \| 21:33 – Samuelsson (Hallberg, Nylander) \| \| \| 2–5 \| 22:41 – Nordquist (Hannula) \| \| 39:25 – Crosby \| 3–5 \| \| \| 43:38 – Bergeron (Crosby, Williams) (PP) \| 4–5 \| \| |                      |                                            |                 | Játékvezető: Milan Minar |
| 18 perc | Büntetések           | 39 perc                                    |                 | Játékvezető: Milan Minar |
| 32 | Lövések              | 25                                         |                 | Játékvezető: Milan Minar |
| | 0–1                  | 1:27 – Kronwall (Nylander)                 |                 | Játékvezető: Milan Minar |
| | 0–2                  | 4:11 – Jönsson (Samuelsson, Nylander) (PP) |                 | Játékvezető: Milan Minar |
| 8:11 – Calder (Richards) | 1–2                  |                                            |                 | Játékvezető: Milan Minar |
| | 1–3                  | 11:52 – Mårtensson (Timander)              |                 |                          |
| 16:38 – Comrie (Cammalleri) (PP) | 2–3                  |                                            |                 |                          |
| | 2–4                  | 21:33 – Samuelsson (Hallberg, Nylander)    |                 |                          |
| | 2–5                  | 22:41 – Nordquist (Hannula)                |                 |                          |
| 39:25 – Crosby | 3–5                  |                                            |                 |                          |
| 43:38 – Bergeron (Crosby, Williams) (PP) | 4–5                  |                                            |                 |                          |

### Bronzmérkőzés
| 2006. május 21. 16:15 | Kanada | 0–5 (0–1, 0–2, 0–2) | Finnország | Arena Riga, Riga Nézőszám: 9365 |

| Jegyzőkönyv | Jegyzőkönyv | Jegyzőkönyv                                   | Jegyzőkönyv     | Jegyzőkönyv              |
| --- | ----------- | --------------------------------------------- | --------------- | ------------------------ |
| | Alex Auld   | Kapusok                                       | Fredrik Norrena | Játékvezető: Peter Jonak |
| \| \| 0–1 \| 4:06 – Kallio (Pirnes, Miettinen) (PP) \| \| \| 0–2 \| 25:20 – O. Jokinen (Nummelin, Lehtonen) (PP2) \| \| \| 0–3 \| 36:18 – Hahl \| \| \| 0–4 \| 42:55 – Miettinen (Nummelin) \| \| \| 0–5 \| 53:56 – J. Jokinen (Nummelin, Peltonen) (PP2) \| |             |                                               |                 | Játékvezető: Peter Jonak |
| 32 perc | Büntetések  | 34 perc                                       |                 | Játékvezető: Peter Jonak |
| 37 | Lövések     | 33                                            |                 | Játékvezető: Peter Jonak |
| | 0–1         | 4:06 – Kallio (Pirnes, Miettinen) (PP)        |                 | Játékvezető: Peter Jonak |
| | 0–2         | 25:20 – O. Jokinen (Nummelin, Lehtonen) (PP2) |                 | Játékvezető: Peter Jonak |
| | 0–3         | 36:18 – Hahl                                  |                 | Játékvezető: Peter Jonak |
| | 0–4         | 42:55 – Miettinen (Nummelin)                  |                 |                          |
| | 0–5         | 53:56 – J. Jokinen (Nummelin, Peltonen) (PP2) |                 |                          |

### Döntő
| 2006. május 21. 20:15 | Svédország | 4–0 (2–0, 2–0, 0–0) | Csehország | Arena Riga, Riga |

| Jegyzőkönyv | Jegyzőkönyv     | Jegyzőkönyv | Jegyzőkönyv    | Jegyzőkönyv                  |
| --- | --------------- | ----------- | -------------- | ---------------------------- |
| | Johan Holmqvist | Kapusok     | Milan Hnilička | Játékvezető: Richard Schuetz |
| \| 14:36 – Mattson (Kronwall, Karlsson) \| 1–0 \| \| \| 15:13 – Emvall (Mattsson, Karlsson) \| 2–0 \| \| \| 24:07 – Kronwall (Sundin, Nylander) \| 3–0 \| \| \| 37:01 – Jönsson (Samuelsson, Nylander) (PP2) \| 4–0 \| \| |                 |             |                | Játékvezető: Richard Schuetz |
| 10 perc | Büntetések      | 10 perc     |                | Játékvezető: Richard Schuetz |
| 26 | Lövések         | 15          |                | Játékvezető: Richard Schuetz |
| 14:36 – Mattson (Kronwall, Karlsson) | 1–0             |             |                | Játékvezető: Richard Schuetz |
| 15:13 – Emvall (Mattsson, Karlsson) | 2–0             |             |                | Játékvezető: Richard Schuetz |
| 24:07 – Kronwall (Sundin, Nylander) | 3–0             |             |                | Játékvezető: Richard Schuetz |
| 37:01 – Jönsson (Samuelsson, Nylander) (PP2) | 4–0             |             |                |                              |

| A 2006-os IIHF jégkorong-világbajnokság győztese |
| ------------------------------------------------ |
| · Svédország · 8. cím                            |

## Végeredmény
| Hely | Csapat           |
| ---- | ---------------- |
|      | Svédország       |
|      | Csehország       |
|      | Finnország       |
| 4.   | Kanada           |
| 5.   | Oroszország      |
| 6.   | Fehéroroszország |
| 7.   | Egyesült Államok |
| 8.   | Szlovákia        |
| 9.   | Svájc            |
| 10.  | Lettország       |
| 11.  | Norvégia         |
| 12.  | Ukrajna          |
| 13.  | Dánia            |
| 14.  | Olaszország      |
| 15.  | Kazahsztán       |
| 16.  | Szlovénia        |